# Oposición al chavismo

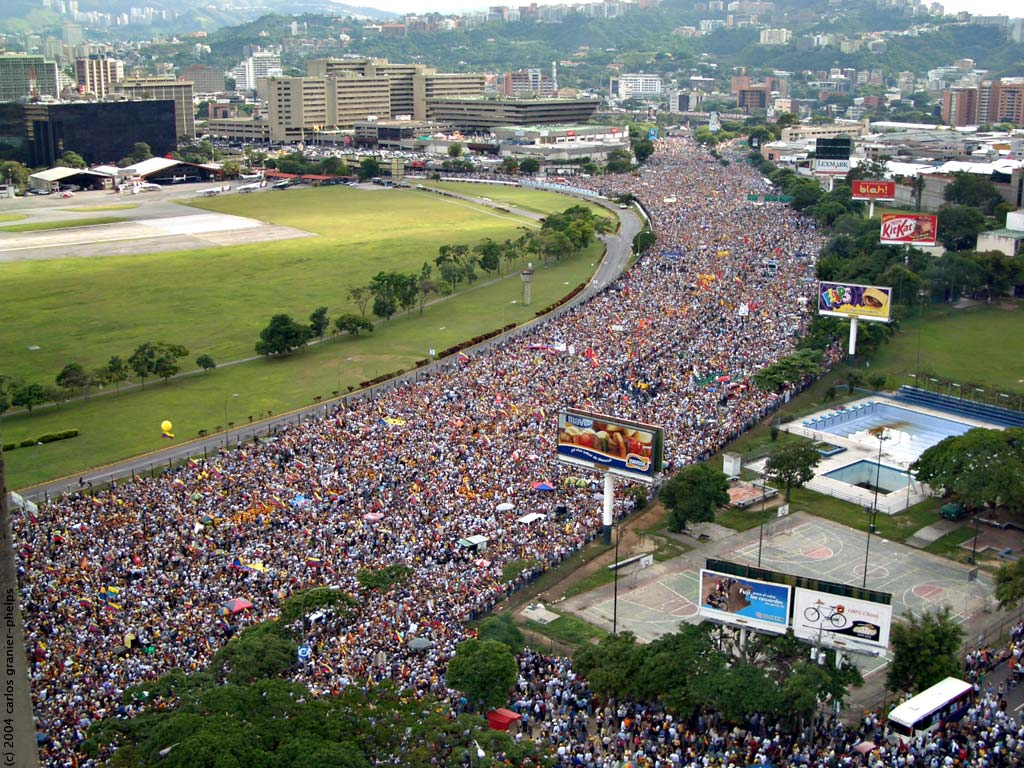
Manifestación a favor de la opción "sí" en el Referéndum revocatorio de Venezuela de 2004 contra Hugo Chávez.

La oposición al chavismo o antichavismo —y denominada como oposición venezolana por los medios y gobiernos extranjeros— es el término paraguas para referirse a todos aquellos factores políticos, sociales y religiosos que se han opuesto a los gobiernos de la denominada Revolución Bolivariana del expresidente Hugo Chávez y el actual mandatario Nicolás Maduro que han gobernado Venezuela desde el 2 de febrero de 1999.

## Antecedentes

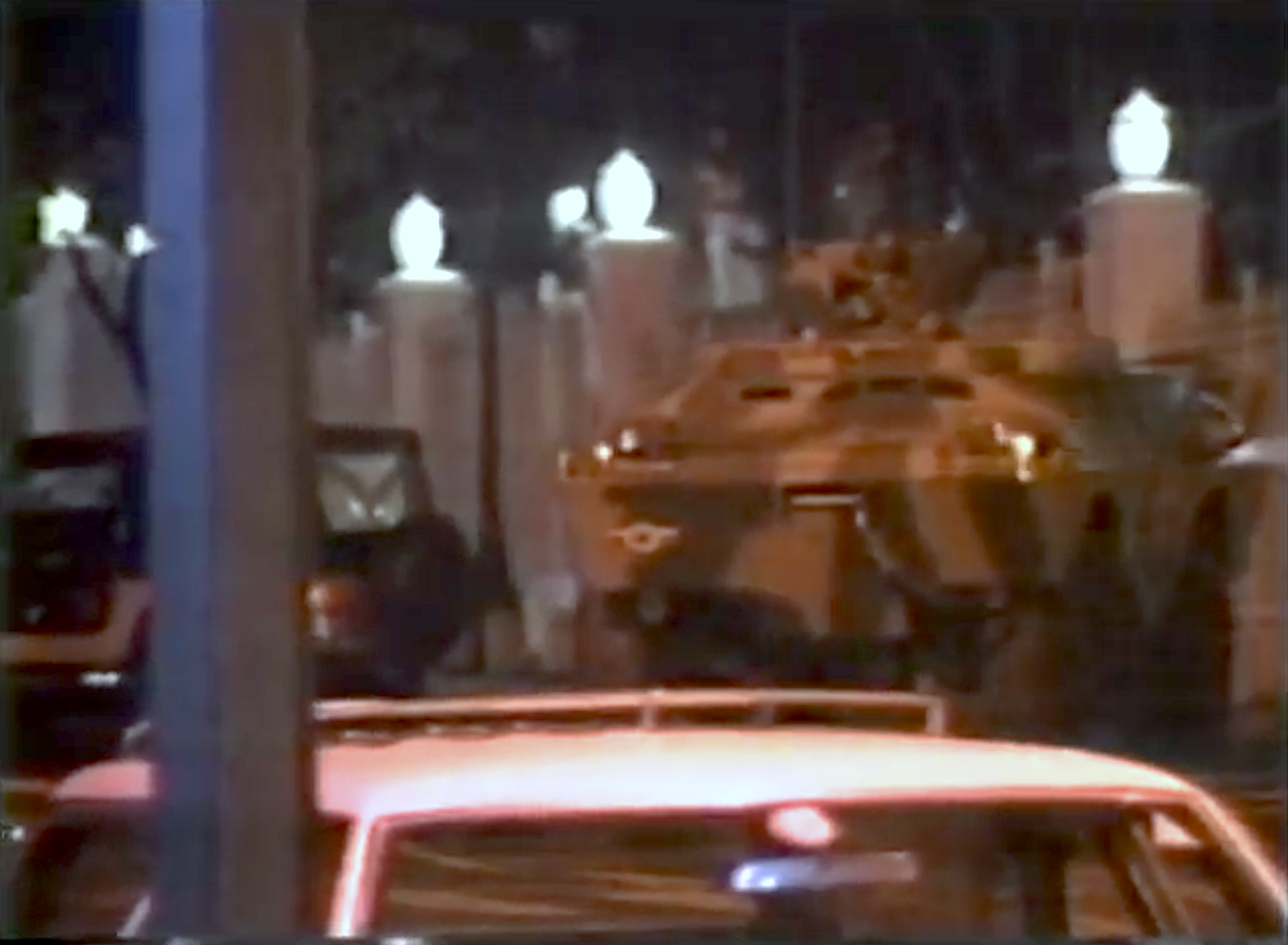
Tanqueta del ejército en los alrededores de Miraflores.

### Golpe de Estado de 1992

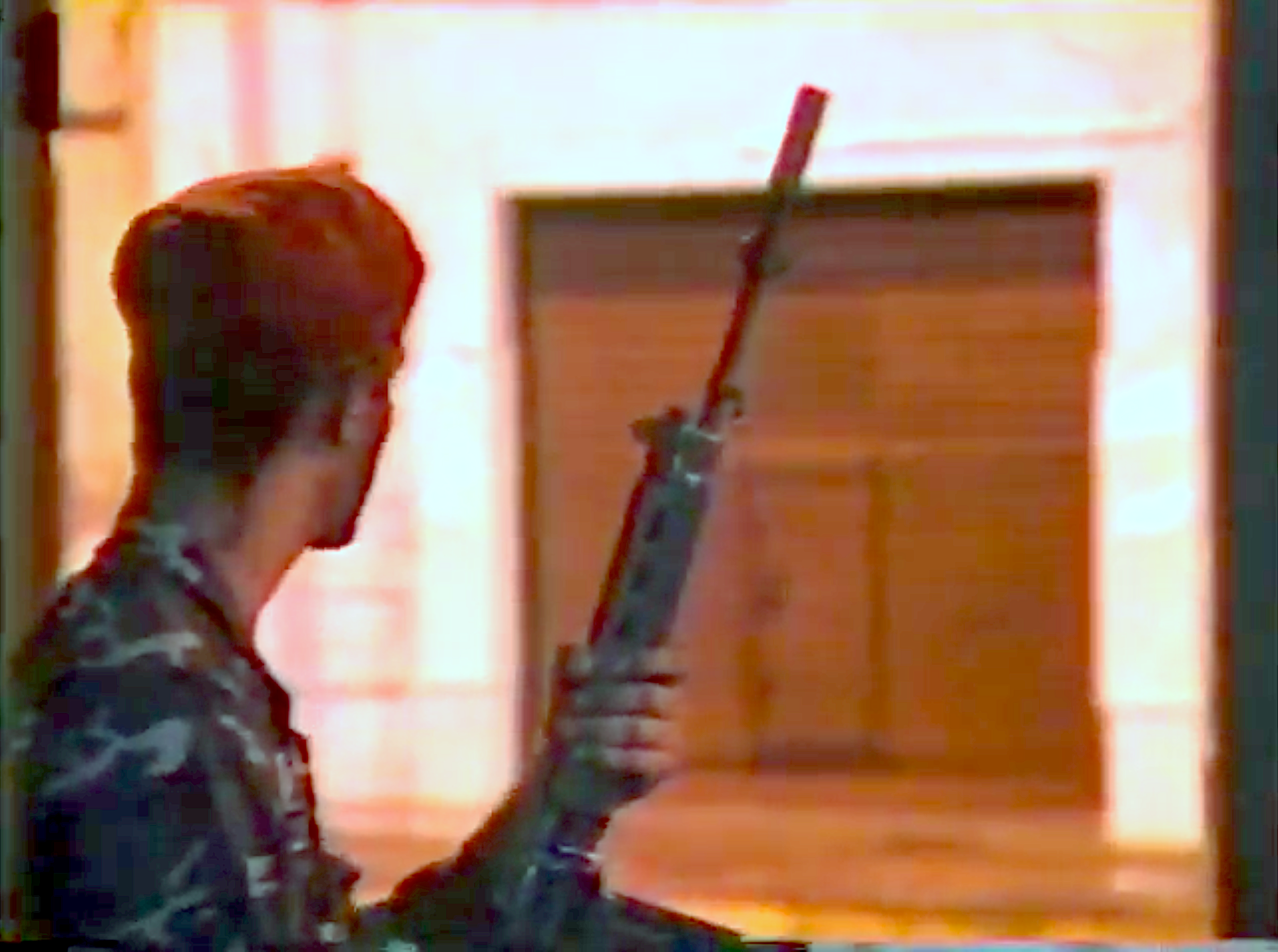
Soldado en el Golpe de Estado de febrero de 1992.

Luego de la crisis económica y social que Venezuela experimentó en los años 1980, la popularidad de los históricos partidos políticos Acción Democrática y COPEI declinó, señalando el próximo fin del periodo bipartidista. El expresidente adeco Carlos Andrés Pérez regresó al poder en 1989, con la esperanza de restablecer la "Venezuela saudita", como había sido apodado su primer período de gobierno debido a la bonanza económica y el claro mejoramiento en la calidad de vida de los venezolanos. Sin embargo, las condiciones que encontró Pérez ahora eran muy diferentes a las de su primer gobierno: con casi inexistentes reservas internacionales y con el precio del barril del petróleo tocando mínimos no vistos en décadas, el presidente recurrió a aplicar las políticas de la Escuela de Economía de Chicago, de corte liberal, lo que impactó económicamente de forma negativa a la población venezolana, principalmente a la clase media, venía sufriendo desde el "Viernes Negro".
Luego de anunciar el pronto aumento del precio de la gasolina, subsidiado fuertemente por el gobierno, se produjeron saqueos y actos vandálicos en el país, especialmente importantes en Caracas, que fueron reprimidos violentamente por el Ejército y la policía, episodio que fue denominado el "Caracazo". Al acelerar el proceso de descentralización, esto permitió la elección directa de alcaldes y gobernadores, dio oportunidad a que movimientos regionales y partidos excluidos del poder durante décadas tuvieran acceso a recursos y a una cuota del poder, esto debilitó el poder de los partidos tradicionales, Acción Democrática y COPEI. Pronto le llegó el turno de mostrar su molestia a las Fuerzas Armadas; el 4 de febrero de 1992, Hugo Chávez y Francisco Arias Cárdenas junto con otro grupo de oficiales de baja graduación, se alzaron contra el gobierno, y tomaron varios edificios gubernamentales y militares en Venezuela. No obstante, el objetivo principal del golpe del 4 de febrero, el arresto de Pérez, fracasó; Chávez fue rodeado por fuerzas leales al gobierno en el Museo Militar, y se rindió ante la amenaza de bombardeo aéreo.

### Surgimiento de la oposición (1992-1997)
La primera reacción de los partidos políticos tradicionales se canalizó en el Congreso venezolano, a través de un documento de condena, aprobado de manera unánime y sin discusión, de las acciones de Chávez y sus compañeros, así como un respaldo a la democracia como forma de gobierno; no obstante, con un 74% de rechazo popular a la gestión de Pérez, pronto las acciones de Chávez empezaron a ser analizadas bajo otra óptica por diferentes figuras políticas. Es memorable el discurso del expresidente Rafael Caldera en el Congreso al día siguiente del golpe, transmitido en cadena nacional, razonando las causas del alzamiento:

Es difícil pedirle al pueblo que se inmole por la libertad y la democracia cuando piensa que la libertad y la democracia no son capaces de darle de comer... El golpe militar es censurable y condenable en toda forma, pero sería ingenuo pensar que se trata solamente de una aventura de unos cuantos ambiciosos... Yo quisiera que los señores jefes de Estado de los países ricos que llamaron al presidente Carlos Andrés Pérez para expresarle su solidaridad en defensa de la democracia, ¡entendieran que la democracia no puede existir si los pueblos no comen!
Rafael Caldera

La voz de Caldera, que había sido interrumpida momentáneamente por la del diputado David Morales Bello ("¡Muerte a los golpistas!"), pronto fue acompañada por la de Arturo Uslar Pietri, quien aunque declaró que el golpe era un "lamentable y doloroso episodio", también responsabilizó al gobierno de Pérez, que "no ha sabido dar respuesta a las principales necesidades y carencias del país". El expresidente Luis Herrera Campíns declaró en noviembre que los golpistas podían "aportar ideas para salir de la crisis", e instó al presidente Pérez a liberarlos; luego, en febrero de 1994, hizo la misma petición al presidente Caldera, que acababa de tomar posesión al ganar las elecciones presidenciales de 1993. Aunque es irreal decir que Caldera ganó esta elección por prometer la liberación de Chávez, se puede reconocer que era una oferta atractiva al electorado, ya que los otros candidatos presidenciales, Oswaldo Álvarez Paz, Andrés Velásquez y Claudio Fermín, este último adeco, se hicieron eco de la misma, prometiendo terminar de excarcelar a los golpistas, que ya habían empezado a ser liberados en el breve gobierno de Ramón J. Velásquez. Varios periodistas, incluyendo a Patricia Poleo, y editoriales de medios impresos siguieron esta corriente, e hicieron la misma solicitud al nuevo presidente. Por lo tanto, no fue sorpresa que Caldera dictara el sobreseimiento de las acusaciones contra Hugo Chávez, siendo este finalmente liberado el 27 de marzo de 1994.
Durante los primeros años posteriores a su liberación, Chávez se dedicó a cultivar contactos internacionales, pasando gran parte de su tiempo viajando por América y Europa, reuniéndose con personalidades de izquierda, donde destacó una visita a Fidel Castro en diciembre de 1994. En materia nacional, su acción más mediática durante este período fue solicitar a Caldera que disolviera el Congreso y que convocara a una Asamblea Constituyente; además, se abstuvo de participar en las elecciones regionales de 1995 bajo la consigna "Por ahora, por ninguno, ¡Constituyente ya!". Aunque la abstención en estos comicios fue elevada, alrededor del 53.8% para gobernadores, el incremento respecto a la última elección de este tipo fue de sólo tres puntos porcentuales. La victoria de su compañero golpista, Francisco Arias Cárdenas, quien logró ser electo gobernador del Zulia apoyado por La Causa R y sin el respaldo de Chávez, lo convencieron entonces de que la vía electoral era tangible para la toma del poder.

### Elecciones presidenciales de 1998

Gráfica que muestra el desempeño acumulado de AD y COPEI en las elecciones legislativas desde 1958. Las elecciones en 1998 confirmaron la tendencia decadente del bipartidismo adeco-copeyano en los últimos años.

No fue hasta abril de 1997 cuando Chávez obtiene la aprobación de su movimiento político, el MBR-200, para participar en las venideras elecciones presidenciales de 1998, y funda entonces el partido Movimiento Quinta República (MVR). El ahora candidato presidencial no era el favorito de acuerdo a las encuestas, ya que la Miss Universo 1981 y alcaldesa del municipio Chacao Irene Sáez ocupaba el primer lugar. Las otras fuerzas políticas en pugna eran Acción Democrática, otrora el partido más popular, que se debatía en postular a Claudio Fermín o Alfaro Ucero; y Henrique Salas Römer, exitoso empresario y excopeyano carabobeño beneficiado fuertemente por el proceso de descentralización iniciado en 1989. El partido de gobierno, Convergencia, decide no presentar candidato propio, además del desgaste físico y político de su líder, el presidente Caldera, también ha perdido el apoyo de la heterógena base que lo impulsó al poder en 1993. Copei, el segundo partido que dominó durante el bipartidismo, celebra elecciones internas en mayo de 1998, que son ganadas por la independiente Irene Sáez, al derrotar a Eduardo Fernández.
No obstante, después de mantenerse en primer lugar en las encuestas durante todo 1997, al empezar 1998 Irene Sáez ha empezado a perder terreno ante Claudio Fermín, Salas Römer y Chávez, que le siguen en ese orden. El exmilitar golpista logra en enero finalmente alcanzar el 7.3% de apoyo, superando su promedio histórico hasta entonces, y sigue ascendiendo, llamando la atención de las muchas organizaciones que apoyaron a Caldera en "el chiripero", dando forma a su propia coalición, el "Polo Patriótico"; Chávez pasa finalmente al primer lugar en abril, el mismo mes en que concluye una alianza con el partido Movimiento al Socialismo, que poseía una importante base regional. Por supuesto, ahora Chávez es la principal preocupación para los adecos y otros usufructuarios del sistema existente, quienes se dedican entonces a intentar presentarlo como un líder autoritario, que busca centralizar el poder, ocasionar una guerra civil, y enterrar a la democracia. El controversial discurso de Chávez les proporciona material para esta campaña: ha amenazado con "barrer" y "freír" a los adecos, "borrar" al Congreso si se opone a una Asamblea Constituyente, y dejar de pagar la deuda externa; no obstante, la campaña parece no tener efecto, Chávez sigue subiendo, y los candidatos de Acción Democrática y COPEI, Alfaro Ucero e Irene Sáez, parecen relegados a un tercer y cuarto lugar. Aunque creciendo a un ritmo más lento que Chávez, Salas Römer se empieza a separar de los demás contrincantes, no obstante, la idea de formar un frente opositor unido contra el exmilitar no prospera, en parte porque los partidos esperan que las elecciones parlamentarias y regionales del 8 de noviembre definan el mapa político venezolano.
Los resultados de estos comicios son prueba de que las tendencias electorales en Venezuela han cambiado definitivamente, COPEI no queda ni en el primer ni el segundo lugar, puestos que son ganados por Acción Democrática y el Movimiento Quinta República respectivamente. Con estos resultados, los adecos inicialmente se rehúsan a apoyar a Salas Römer, a pesar de que su candidato no prospera en las encuestas; ceden a menos de dos semanas de las elecciones presidenciales, pero Alfaro Ucero se niega a renunciar, y es expulsado del partido que ayudó a fundar hace casi setenta años. Mientras tanto, Irene Sáez sigue cayendo y una semana antes de las elecciones COPEI le retira su apoyo y se lo otorga al candidato carabobeño, que no parece beneficiarse en algo por esta acción. Salas Römer aclara que acepta el respaldo de AD y COPEI por el objetivo de "frenar a Chávez", y niega que esté pactando con la "partidocracia" que ha criticado tanto. Chávez se muestra confiado ante las maniobras erráticas de sus oponentes, asegura que derrotará a todos los "corruptos" en un solo día y las encuestas parecen respaldarlo.
Sin sorpresas, las elecciones presidenciales de 1998 proclaman ganador a Chávez, y el frente electoral opositor, el Polo Democrático, se desintegra tan abruptamente como se formó. No obstante, aunque perdieron las presidenciales, las fuerzas políticas antichavistas son mayoría en el Congreso, y representan un obstáculo para la Constituyente de Chávez, ya que este ha prometido buscar su apoyo para impulsarla.

## Gobierno de Hugo Chávez

### Asamblea Nacional Constituyente de 1999

#### Confrontaciones entre la Constituyente y el Congreso
A pesar de que Chávez había prometido buscar el apoyo del Congreso, dominado por la oposición, antes de desencadenar el proceso Constituyente; en su primer día como Presidente, Chávez decretó un llamado a un referéndum para determinarse sí debía elaborarse una nueva Constitución utilizando un método propuesto por él. De acuerdo a declaraciones del momento del jefe de la bancada del MAS, el principal aliado del chavismo en el Congreso, aparentemente ni siquiera ellos habían sido informados de este paso previamente. Una vez más, la oposición fue sorprendida dividida: el partido Copei, Primero Justicia y la excandidata Irene Sáez, que acababa de formar una alianza con el chavismo en Nueva Esparta, apoyaron el decreto; el Proyecto Venezuela de Salas Römer y Acción Democrática (AD) criticaron la manera en que Chávez estaba liderando el proceso, excluyendo a su parecer al Congreso; La Causa R y Convergencia se mostraron cautelosos al desconocer los detalles del proyecto de país que el presidente planteaba; solamente el Movimiento Apertura del expresidente Carlos Andrés Pérez se opuso completamente a la medida.
Aunque el proceso impulsado por Chávez no estaba planteado en la Constitución de Venezuela de 1961, dos decisiones favorables de la Corte Suprema de Justicia (CSJ) en enero de 1999 allanaron el camino a esta propuesta, la CSJ incluso ratificó la opinión de Chávez de que como el poder Constituyente es un "poder originario", no debe estar sometido a los poderes establecidos en la Carta Magna vigente; el Consejo Nacional Electoral (CNE) dio su visto bueno después de revisar las bases propuestas por el presidente, y el referéndum se fijó para el 25 de abril. Henry Ramos Allup de AD, criticó entonces el proceder de estos organismos, a los que acusó de presentar una "actitud obsequiosa" hacia el primer mandatario nacional.

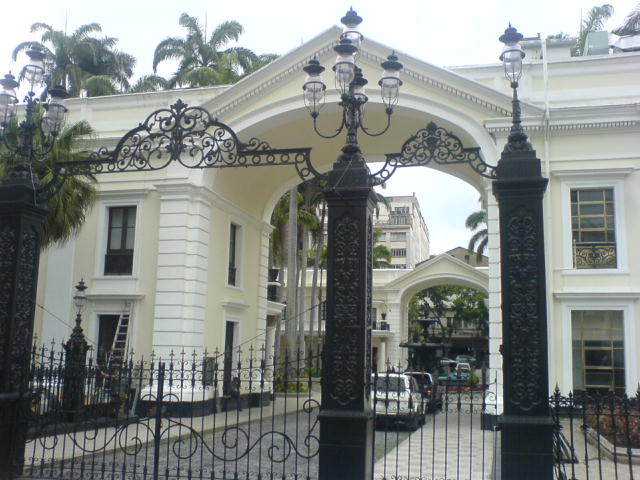
La lucha por el Palacio Federal Legislativo (en la imagen) fue uno de los primeros disturbios entre chavistas y opositores, ocurrido el 27 de agosto de 1999, luego de que la Asamblea Nacional Constituyente, controlada por el oficialismo, ocupara el edificio, sede del Congreso de Venezuela, controlado por la oposición.

El Referéndum constituyente de Venezuela de 1999 se realizó bajo un clima de apatía electoral, la abstención fue de 62.4%, y el resultado fue abrumadoramente a favor de los propulsores de la Constituyente, que obtuvieron una votación de 87.8%. Las bases propuestas por Chávez y revisadas por el CNE también fueron aprobadas, aunque con un apoyo ligeramente menor; se descartó entonces un sistema de representación proporcional en la selección de los miembros de la Asamblea Nacional Constituyente (ANC), y en su lugar se estableció un sistema de representación directa uninominal personalizado, que dividió al país en dos grandes circuitos nacionales y un circuito electoral por cada estado, un sistema en desuso desde los tiempos de Juan Vicente Gómez. Aunque el objetivo de esto era impulsar a los electores a votar por individuos y no por partidos, el propio partido de Chávez solicitó al CNE permitir incluir sus símbolos y colores en el tarjetón. Ante la negativa del organismo, Chávez impulsó entonces un "kino electoral", que permitía al elector identificar fácilmente cuáles candidatos eran aliados del chavismo.
El resultado de la elección de constituyentes fue la sobrerrepresentación del chavismo en la ANC y una derrota aplastante para la oposición, quien una vez más había acudido dividida a las urnas; con el 65% de los votos, el chavismo obtuvo más del 95% de los constituyentes. Aunque la gran mayoría de los candidatos eran miembros de la sociedad civil, ajenos a los partidos políticos, la falta de unión atomizó sus esfuerzos. De esta manera, el 33% de las fuerzas que votaron por candidatos ajenos a la "llave de Chávez", solamente consiguieron llevar siete constituyentes a las ANC, siendo una de ellos Antonia Muñoz, una chavista disidente que al poco tiempo se reintegró al oficialismo. De esta manera los partidos políticos y las asociaciones civiles quedaron marginados del proceso constituyente, y la función de oposición recayó entonces en las instituciones estatales, donde destaca el Congreso y la CSJ. Luego de este fiasco electoral, AD y Copei experimentaron crisis internas, el primero anunció nuevas elecciones de base para renovar el partido, y la directiva del segundo renunció de inmediato.
A pesar de que el chavismo obtuvo el control casi total de la ANC, esto no significó que Chávez no encontró oposición dentro de sus mismos partidarios a varias de sus propuestas para la nueva Constitución. Hubo varias cambios de importancia impulsados por Chávez que inicialmente habían sido descartados por la ANC, y que solamente fueron admitidos bajo la presión directa del Presidente; entre las principales destacan: la inclusión del término "Bolivariana" en el nombre oficial de Venezuela, la supresión de la "segunda vuelta" o balotaje, y la restricción de las competencias tributarias de los estados.
El 25 de agosto estalló abiertamente el conflicto entre la ANC y el Congreso, aprovechando un receso parlamentario, la mayoría oficialista constituyente ocupó el Palacio Federal Legislativo, suspendió la sesiones del Congreso, redujo al mínimo sus comisiones y creó una comisión delegada conformada por 23 congresistas que podían legislar, pero siempre sujetas al veto de la ANC en cuestiones importantes. Congresistas de AD, Copei y Proyecto Venezuela protestaron la medida, que calificaron de un golpe de Estado, y llamaron a una sesión de emergencia en el Palacio Federal, Aristóbulo Istúriz, presidente de la ANC les advirtió que "el pueblo les cerraría el paso" si lo intentaban. El viernes 27 de agosto, los congresistas opositores intentaron entrar al Congreso, pero fueron repelidos por simpatizantes del chavismo, que hirieron a treinta de los primeros cuando intentaban saltar la reja que rodea al edificio. La Iglesia católica medió entre la ANC y el Congreso, pero aunque lograron llegar a un acuerdo, el Congreso continuó reducido a su nuevo papel de comisión delegada, compartiendo el edificio con la Constituyente. En su momento, la opinión pública interpretó las protestas del Congreso como vanos intentos de la desprestigiada clase política tradicional de detener los cambios.

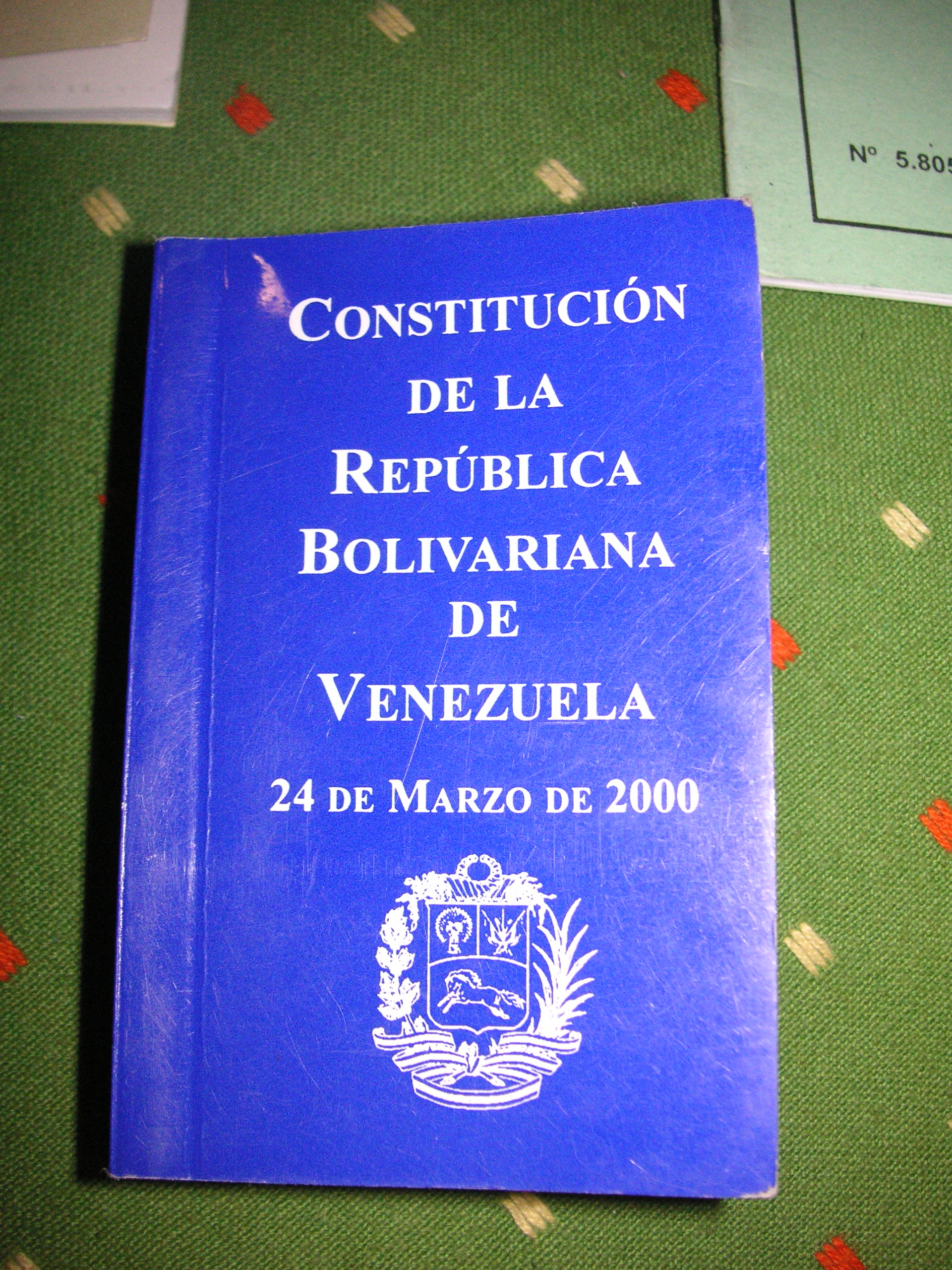
La actual Constitución venezolana fue la bandera política de Hugo Chávez en 1999, que contó con una débil y fragmentada oposición.

Al mismo tiempo que la Soberanísima, como Chávez apodó a la ANC, minimizaba al Congreso, también creó una "comisión de emergencia" para reorganizar al Poder Judicial; debido a una sentencia emitida por la CSJ a inicios de año, la ANC como "poder originario" podía hacerlo. La decisión fue impugnada, pero cuando la presidenta de la CSJ, Cecilia Sosa, se percató que sus compañeros iban a ratificar la decisión de enero, renunció, ya que consideraba que se estaba violando el Estado de derecho con esta decisión:

"Estimo, que al acatar el decreto de la Asamblea Nacional Constituyente que acuerda la emergencia judicial, la Corte Suprema se autodisuelve. (...) Sencillamente, la Corte Suprema de Justicia de Venezuela, se suicidó para evitar ser asesinada. El resultado es el mismo, está muerta".
Cecilia Sosa, presidenta del CSJ.

Aunque en teoría la ANC también tenía la facultad de intervenir el Poder Ejecutivo, las facultades del Presidente, los gobernadores y los alcaldes no fueron tocadas, aunque el partido Patria Para Todos, entonces parte del oficialismo, jugó con la idea de destituir tres gobernadores opositores usando el poder constituyente. Por su parte, Chávez no se opuso a ser ratificado por este organismo, y juramentó de nuevo ante la Constituyente.
Después de más de tres meses de trabajo, la ANC presentó el 19 de noviembre su proyecto de Constitución, que solamente contó con la oposición de cuatro constituyentes: Claudio Fermín, Alberto Franceschi, Jorge Olavarría y Virgilio Ávila Vivas, quienes alegaron que se estaba centralizando el poder y que se iba a formar un estamento militar. Se convocó entonces a un referéndum el 15 de diciembre con miras a aprobar o rechazar el texto. AD, Copei, Primero Justicia, Proyecto Venezuela y Fedecámaras hicieron campaña contra la aprobación de la Constitución; aunque en general estas fuerzas correspondían en que era necesaria una nueva Carta Magna, estaban en completo desacuerdo en el resultado de la Soberanísima, donde su representación había sido simbólica.
El referéndum constitucional de 1999 se desarrolló bajo el mismo clima de apatía que el celebrado en abril, aunque la participación subió a 44.37%, los nuevos votos fueron endorsados a la oposición a la nueva Constitución, ya que el chavismo sufrió pérdidas marginales. Aunque el estado de fragmentación de la oposición partidista, que parecía no haber superado de la derrota de 1998, no permitió que asumieran una campaña entusiasta por el "No", la oposición experimentó un aumento de 142% respecto al último referéndum; no obstante, la mayoría de los venezolanos siguió mostrando desinterés a la lucha entre oficialistas y opositores, a pesar de que lo que estaba en juego era la Carta Magna de su país.

#### Megaelecciones de 2000

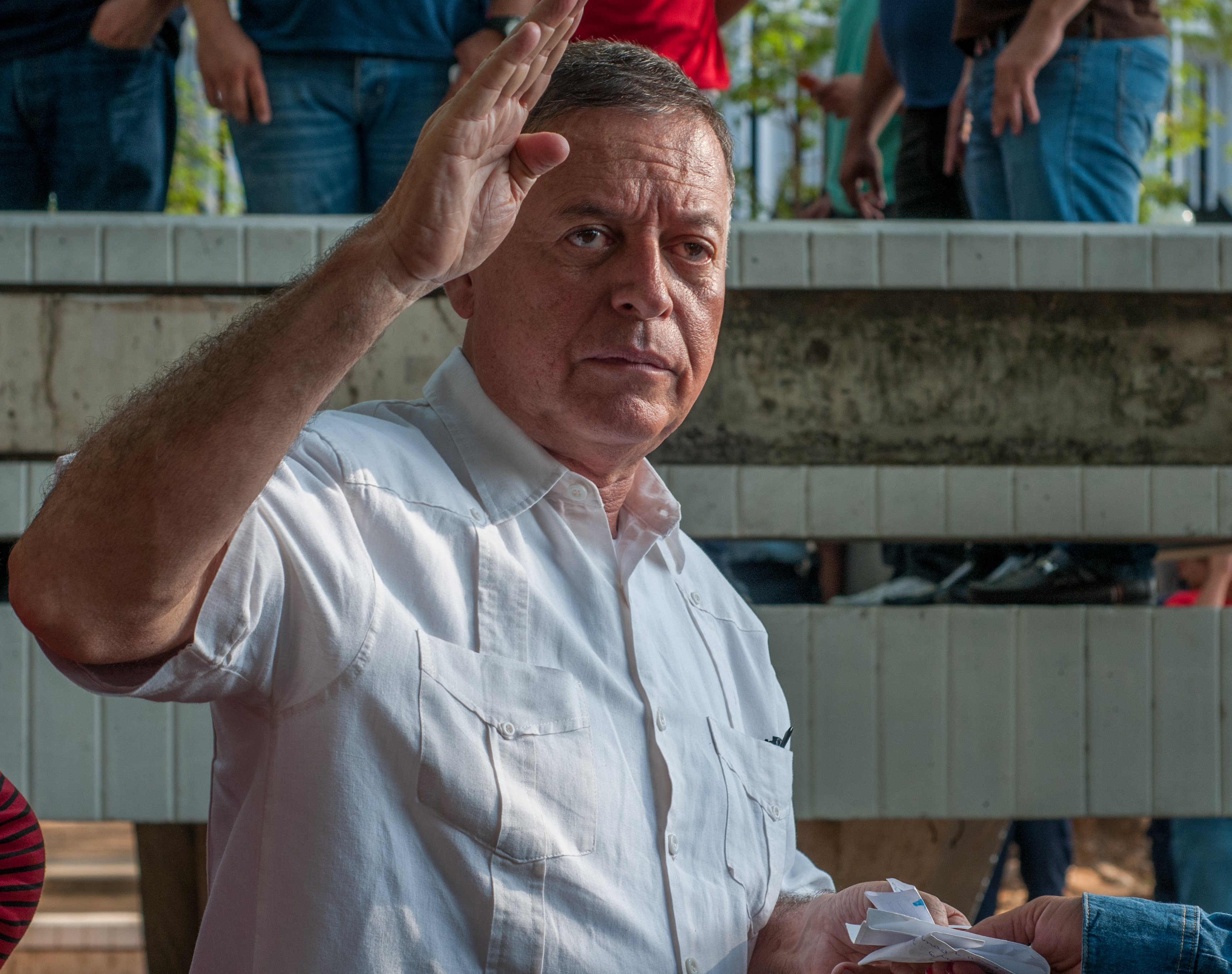
Francisco Arias Cárdenas fue uno de los principales líderes opositores entre los años 2000 y 2002.

Desde entonces hasta 2003, los partidos opositores se vieron eclipsados en su lucha contra el gobierno, y cedieron el protagonismo político a diversos sectores de la sociedad civil. Viéndose afectados directamente por las acciones del gobierno, el empresariado, los sindicatos, los medios de comunicación y hasta el clero católico tomaron una actitud opuesta a estas.
El siguiente reto electoral de Chávez fueron las "megaelecciones de 2000", estas tenían como objetivo elegir quienes ocuparían todos los cargos de elección popular, que eran más de seis mil. La naciente República Bolivariana pasaba por turbulencias económicas, a pesar de que el precio del petróleo se había triplicado desde la llegada de Chávez, la economía se había hundido 7%, el desempleo había aumentado, y los inversionistas extranjeros se había alejado del país caribeño. No obstante, a pesar de estos problemas y con los partidos políticos tradicionales debilitados, la reelección de Chávez se hacía inminente.
Solamente dos políticos, Antonio Ledezma y Claudio Fermín, ambos exadecos y exalcaldes del Municipio Libertador de Caracas, hicieron públicas sus aspiraciones de competir contra el Presidente, ambos de manera independiente. Inesperadamente, a mediados de febrero de 2000, los otros compañeros de Chávez; Francisco Arias Cárdenas, Jesús Urdaneta y Joel Acosta Chirinos; hicieron una declaración pública dándole un ultimátum a Chávez para que encarcelara a algunos miembros de su gobierno, donde destacaban el presidente del Poder Legislativo, Luis Miquilena y el canciller José Vicente Rangel; ya que aseguraban que tenían pruebas irrefutables que probaban su corrupción. La respuesta de Chávez consistió en criticar a sus excompañeros, a quienes recriminó "no haber lavado los trapos en casa".
El 15 de marzo, Arias Cárdenas, apoyado por Urdaneta y Acosta Chirinos, inscribió su candidatura para la elección presidencial; al enterarse, Ledezma retiró la suya, pero Fermín siguió firme. La respuesta de Miquilena fue de calificar de "basura" a quienes abandonaban a Chávez para apoyar a Arias Cárdenas. El nuevo líder opositor no recibió apoyo de AD y Copei, aunque probablemente no lo hubiera aceptado, los partidos que sí lo apoyaron fueron La Causa R y un puñado de pequeños partidos de izquierda. A pesar de que algunos analistas consideraron a Arias Cárdenas más pragmático que Chávez, otros como Eleazar Díaz Rangel declararon que eran básicamente lo mismo.
Las megaelecciones no llegarían sin problemas, originalmente planteadas para el 28 de mayo, los directores del Consejo Nacional Electoral, designado por la mayoría chavista de la ANC, demostraron ser ineficientes, y a tan sólo dos días de realizarse, el Tribunal Supremo de Justicia las suspendió ya que el CNE aún no estaba listo. Arias Cárdenas convocó a sus partidarios a reunirse frente al CNE para protestar, pero fueron repelidos por un grupo de chavistas.

### Decreto 1011
Fue un decreto presidencial de octubre de 2000 en Venezuela promovido por el presidente Hugo Chávez cuyo texto modificaba parcialmente el Reglamento del Ejercicio de la Profesión Docente, al crearse una nueva figura administrativa, la de los supervisores itinerantes, este modificaba parcialmente el Reglamento del Ejercicio de la Profesión Docente y creaba la figura de los Supervisores Itinerantes Nacionales en las instituciones educativas, quienes podían ser nombrados directamente por el Ministro de Educación, Cultura y Deportes; sus autoridades y funciones incluía el levantamiento de informes, la rendición de cuentas directamente con el ministro de educación y hasta el nombramiento y la remoción de sus directores. El decreto también permitía que maestros cubanos participaran en planes de alfabetización en Venezuela. El decreto fue muy polémico y generó el primer movimiento opositor al gobierno de Hugo Chávez que movilizó a decenas de miles de personas de la sociedad civil durante el resto del año 2000 a protestar contra el decreto bajo el lema “con mis hijos no te metas”. Grupos civiles y sectores privados interpusieron recursos de nulidad ante el Tribunal Supremo de Justicia en contra de la creación de supervisores oficiales; dichos recurso legales fueron desechados por el Tribunal Supremo. El 1 de abril de 2001 en el programa Aló Presidente planteó cómo sería la reacción de estos grupos ante la Ley de Educación “si chillan por un decreto” que instaura es la supervisión de las escuelas. Consideró que “el que no la debe no la teme” y por ello cuestionó la oposición de esos “pequeñísimos sectores” que participan en movilizaciones como la realizada el 31 de marzo en Caracas. A pesar de la insistencia con la implementación del decreto, no pudo ser puesto en práctica debido a la oposición y las críticas de la sociedad civil.

### Las 49 leyes
El 28 de julio de 2001, Pedro Carmona logra vencer a Alberto Cudemus, empresario cercano al chavismo, en las elecciones a presidente de Fedecámaras, y sucede a Brito en la presidencia de la misma. El 4 de agosto, Carmona coincide con Chávez en la Academia militar de Venezuela, donde se celebraba el aniversario de la Guardia Nacional; de acuerdo al empresario, el presidente le dice que ya no quiere conflictos con Fedecámaras, y planifican una reunión el 22 de agosto en el Palacio de Miraflores. En la reunión, Carmona le propone a Chávez un plan para bajar el desempleo, en 17% en ese momento, mejorando las condiciones en aras de aumentar la inversión privada hasta un 20% del PIB en cinco años, el último responde con un plan de fortalecimiento del sector público. Se crea entonces una mesa de diálogo entre Fedecámaras y el gobierno, este último representado por Jorge Giordani, ministro de Planificación. Las reuniones no trajeron resultados, a pesar de que ocurrían una vez a la semana y de que Chávez estuvo presente en una de ellas, el gobierno siguió elaborando las polémicas 49 leyes sin compartir su contenido con Fedecámaras o su equivalente agraria, Fedenaga, lo que en la opinión de los opositores, violaba los artículos 206 y 211 de la Constitución.
El 13 de noviembre, Chávez decreta las 49 leyes amparándose en la Ley Habilitante que le fue otorgada por la Asamblea Nacional en noviembre de 2000, instrumento legal que le permitía legislar sin la aprobación del Poder Legislativo. Aunque originalmente dos tercios de la Asamblea estaban controladas por el chavismo, la situación había cambiado debido a que unos diputados se habían vuelto disidentes y era poco probable que Chávez lograse conseguir otra ley habilitante; razón por la cual el presidente aprueba estas leyes un día antes de que su poder especial expire. Aparecen entonces la Ley Orgánica de Hidrocarburos, la Ley de Pesca, la Ley Especial de Asociaciones Cooperativas, la Ley General de Puertos, entre otras, pero siendo Ley de Tierras y Desarrollo Agrario la más polémica. Bajo esta última ley, el gobierno venezolano ganaba la potestad de tomar tierras privadas si sobrepasaban el límite de tamaño impuesto por las leyes y eran catalogadas como latifundios, o si consideraba que estaban siendo explotadas por debajo de su potencial; adicionalmente, el Estado ahora debía aprobar el uso que el propietario hace de la tierra; además, todos los propietarios fueron obligados a demostrar la titularidad de sus terrenos antes del 18 de diciembre, bajo el riesgo de perderlas en caso de que no lo hiciesen. De acuerdo a The Miami Herald, en ese momento el 95% de los terratenientes venezolanos no contaban con títulos firmes.
Pedro Carmona suspende el diálogo con el gobierno nacional y convoca a una asamblea extraordinaria el 28 de noviembre; en la fecha propone entonces que el 10 de diciembre se realice un paro nacional de doce horas, y logra el apoyo mayoritario del sector empresarial, aunque resalta el rechazo de Miguel Pérez Abad, presidente de Fedeindustria. El 4 de mayo logró se sumarse a Fedecámaras la Confederación de Trabajadores de Venezuela (CTV)  la principal central sindical del país; su secretario general, Carlos Ortega Carvajal habría vencido al chavista Aristóbulo Istúriz en las elecciones de la CTV. Los partidos políticos opositores llegan a dividirse en sus opiniones de como superar la crisis política, Acción Democrática insiste en la Asamblea en designar una junta médica que pruebe la incapacidad mental del presidente, Francisco Arias Cárdenas y sus diputados llaman a referéndum consultivo, el Movimiento al Socialismo (MAS) pide que se convoque a otra Constituyente, Primero Justicia y la Iglesia Católica piden al gobierno un cambio de curso. El paro fue acatado por el 90% del país, convirtiéndose Pedro Carmona y Carlos Ortega en los líderes opositores.

### Destitución de los trabajadores de PDVSA
En febrero y marzo de 2002, el presidente Chávez anuncia el despido del presidente de PDVSA, Guaicaipuro Lameda y de siete altos directivos de la misma. Chávez los acusó de cometer faltas graves y sabotear la estatal petrolera, además advirtió “Yo no tengo problemas de rasparlos (despedirlos) a todos, a toditos, si a todos hay que rasparlos”. Los ejecutivos despedidos fueron Eddie Ramírez, director gerente de la filial Palmaven; Juan Fernández, gerente de planificación y control de finanzas; Horacio Medina, gerente de estrategia de negociación; Gonzalo Feijoo, asesor mayor de estrategia de refinación; Edgar Quijano y Alfredo Gómez, asesores laborales de recursos humanos, y Carmen Elisa Hernández, analista de proyectos de PDVSA Gas.

### Protestas del 11 de abril de 2002

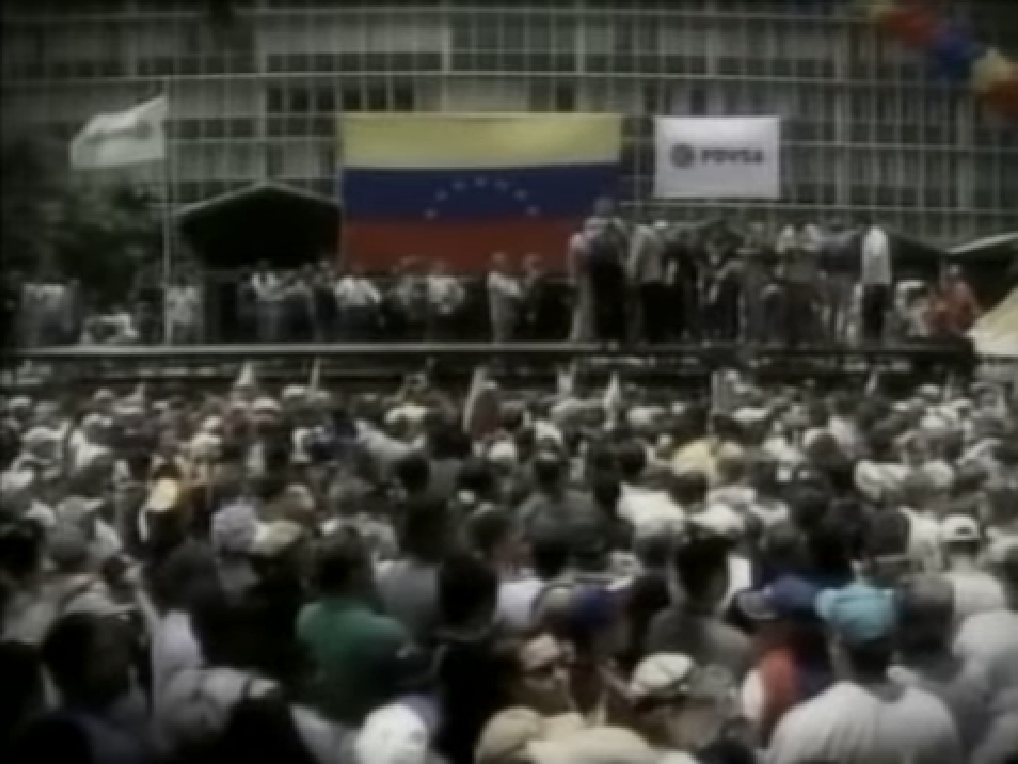
Concentración opositora en la sede de PDVSA en Chuao, Caracas.

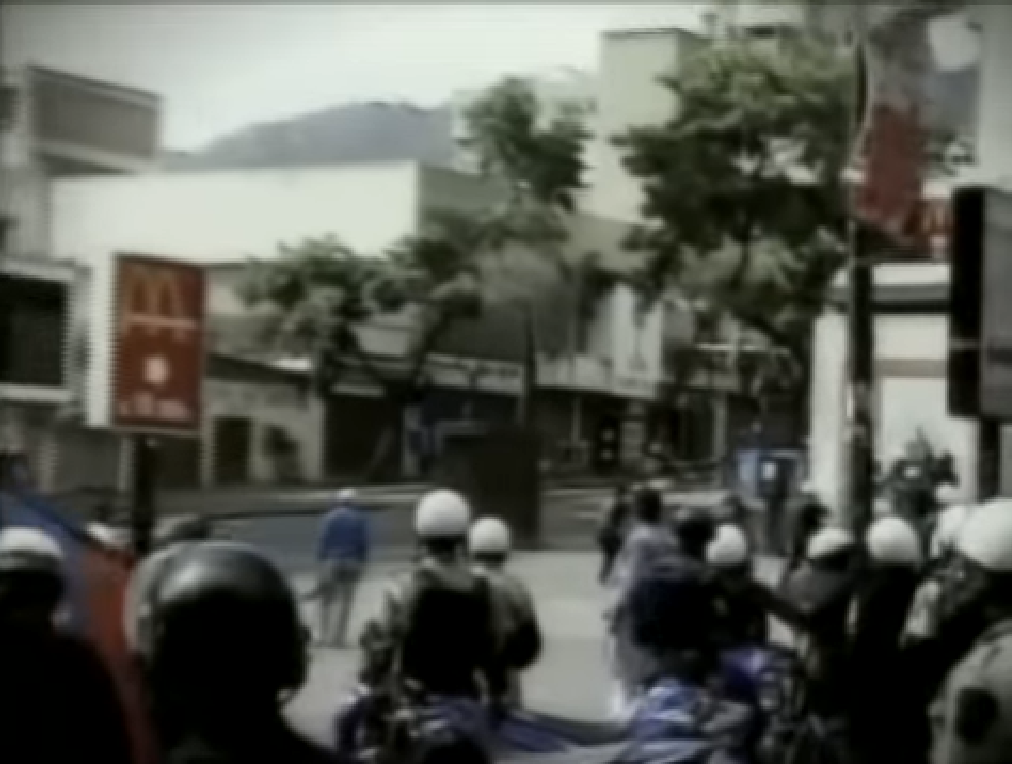
Policía Metropolitana controlando las manifestaciones en la Av. Baralt.

El 9 de abril de 2002 las organizaciones de Fedecámaras, la Confederación de Trabajadores de Venezuela y otras asociaciones civiles, políticas y religiosas convocaron a huelga general indefinida. Ese mismo día, Chávez se reúne con los generales Efraín Vázquez Velazco y Manuel Rosendo, así como con el presidente de PDVSA Gastón Parra, el fiscal general Isaías Rodríguez, los diputados Nicolás Maduro, Ismael García y Cilia Flores, también estaban presentes varios ministros, gobernadores y alcaldes chavistas, destaca el ministro de Finanzas, general Francisco Usón, el alcalde del oeste de Caracas, Freddy Bernal, y el exguerrillero Guillermo García Ponce. Entre varias cosas se habló de aplicar el Plan Ávila, de ordenar a la Guardia Nacional tomar las televisoras, pagar un bono de millón y medio de bolívares a los trabajadores petroleros que no se sumasen al paro, y hasta de simular una congestión de tráfico en la Autopista Francisco Fajardo con simpatizantes del chavismo para hacer ver que el paro no ha sido efectivo.[cita requerida] El 11 de abril (tercer día de huelga) se habría convocado a una concentración en la sede de PDVSA en Chuao, liderada por Pedro Carmona, Carlos Ortega Carvajal y Guaicaipuro Lameda (presidente de PDVSA), la concentración finalmente se convirtió en una marcha, dirigiéndose al Palacio de Miraflores para exigirle a Hugo Chávez que renuncie a la presidencia de la República. Mientras que se llevaba a cabo la marcha, el presidente Chávez ordenó a los militares la activación del Plan Ávila. La marcha llegó hasta Puente Llaguno. A las 2:00 p. m. grupos opositores y afectos a Chávez comenzaron a enfrentarse y fueron controlados en su mayoría, por la Policía Metropolitana, entre las 2:30 p. m. y las 3:45 p. m. mueren varias personas por disparos en la cabeza, tanto de los manifestantes opositores y los oficialistas.

### Golpe de Estado de 2002

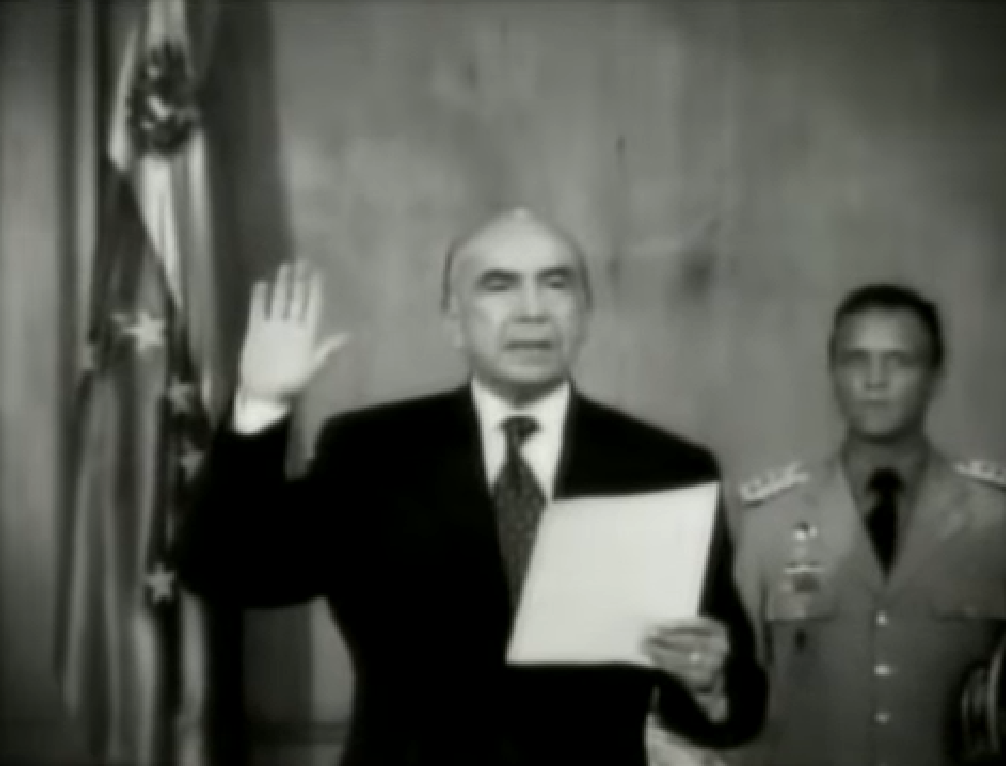
Pedro Carmona juramentándose.

En la madrugada del 12 de abril, el Alto Mando Militar anunció mediante el ministro de la Defensa, Lucas Rincón Romero que se le había solicitado a Chávez su renuncia al cargo de presidente de Venezuela, según Rincón, este aceptó. Chávez fue trasladado a Fuerte Tiuna donde estuvo unas horas preso, allí escribió una carta en papel sanitario que decía que no había renunciado al "poder legítimo que el pueblo me dio", después fue llevado en helicóptero a la prisión en la Isla la Orchila. Para aquella fecha aún se mantenían reunidos un buen número de simpatizantes de Chávez que habían salido a protestar frente al Palacio de Miraflores y en la Brigada de Paracaidistas en la ciudad de Maracay.
El 12 de abril, Pedro Carmona se juramentó a sí mismo como presidente de Venezuela, estableciendo un gobierno de transición que convocaría a elecciones en diciembre de 2002. Su primer acto oficial fue la disolución del Parlamento (Asamblea Nacional), el Tribunal Supremo de Justicia, el Consejo Nacional Electoral, de todos los gobernadores, alcaldes y concejales, la remoción del Fiscal General, del contralor, y de la Defensor del Pueblo, de todos los embajadores, cónsules y vicecónsules como también de las Misiones Permanentes Diplomáticas, así como la eliminación de las 49 leyes habilitantes, y el cambio de la Constitución, al reponer el nombre de República de Venezuela, quitándole la condición de Bolivariana. Parte de la agenda dejada por Carmona Estanga en el despacho de Miraflores incluía un nuevo gabinete ministerial y la controversial Acta de Constitución del Gobierno de Transición Democrática y Unidad Nacional.El general Raúl Isaías Baduel se opuso al gobierno de Carmona, y empezó a buscar activamente el modo de restaurar a Chávez en el poder.
El 13 y 14 de abril, las tropas leales a Chávez lograron tomar el Palacio de Miraflores, y varios de sus ministros encabezaron un gobierno temporal hasta que Chávez sea liberado. Diosdado Cabello tomó la presidencia por menos de 24 horas, y en la madrugada del 14 de abril Chávez fue liberado de la Isla la Orchila y fue repuesto como presidente de Venezuela.

### Sucesos de Plaza Altamira
El 22 de octubre de 2002, un grupo de militares activos y retirados que habían estado implicados en el golpe de abril se pronunciaron en contra del gobierno en la Plaza Altamira al este de Caracas; era un alzamiento no armado. Día a día, más militares se unieron a la protesta hasta alcanzar a unos 120 oficiales; el gobierno decidió no reprimir ni sofocar la protesta militar. La manifestación fue apoyada por gran parte de los sectores opositores, los manifestantes se mantuvieron durante varios días en la Plaza, durante las protestas ocurrieron varios enfrentamientos entre chavistas y opositores, también los Círculos bolivarianos estuvieron presentes en algunos momentos.

### Paro petrolero (2002-2003)

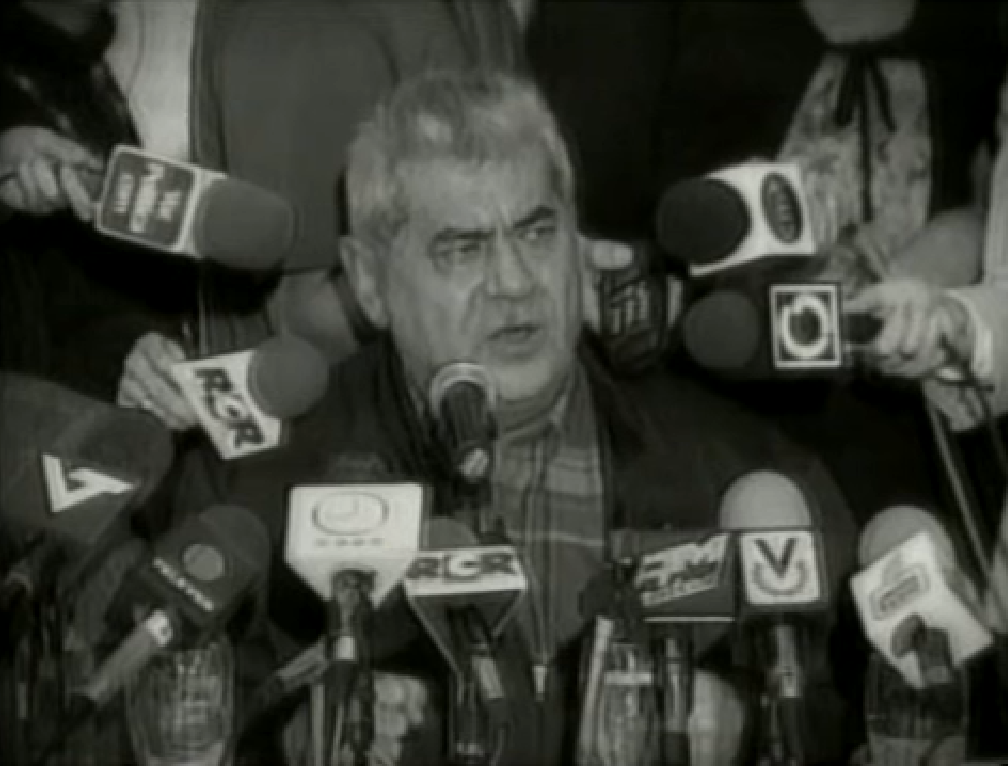
Carlos Ortega dando una rueda de prensa.

El 21 de noviembre Carlos Ortega Carvajal presidente de la Confederación de Trabajadores de Venezuela y Carlos Fernández Pérez presidente de Fedecámaras en una declaración conjunta como voceros de la Coordinadora Democrática anunciaron el inicio de un paro nacional para el 2 de diciembre de 2002, en rechazo al gobierno de Hugo Chávez.
El 2 de diciembre de 2002, días después de la creación de una mesa de diálogo y acuerdos patrocinada por la OEA y el Centro Carter, Fedecámaras convocó a un paro el 2 de diciembre. Su duración inicialmente era de 24 horas, pero se extendió día a día hasta convertirse en una huelga indefinida en plena temporada comercial navideña. Los comerciantes, empresarios, empleados y obreros recibían promesas de que el paro sólo duraría unos días hasta lograr la renuncia de Chávez. pero dicha renuncia nunca llegó.

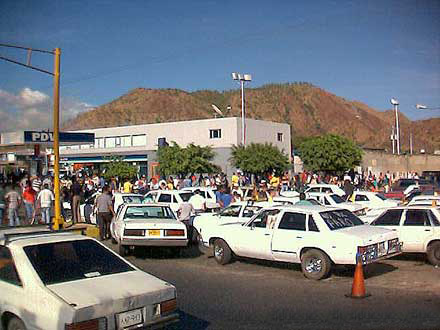
Largas filas de vehículos en una estación de gasolina el 10 de diciembre de 2002.

Al principio, el paro plegó solo a las empresas de la patronal y los sindicatos afiliados a la CTV, pero pronto los directivos de PDVSA y los empleados a nivel gerencial decidieron apoyarlo. De esta manera, el país quedó prácticamente paralizado. Sólo continuaron trabajando algunas empresas del Estado, el transporte público terrestre y aéreo, los servicios de agua, luz y teléfono, y los medios de comunicación públicos y privados, aunque estos últimos decidieron suspender la programación habitual y la emisión de publicidad, sustituyéndola por programación política e informativa las 24 horas del día. Se transmitían cuñas de índole político que apoyaban la continuación o no del paro y la realización de protestas y marchas en distintos puntos del país, aupadas por la Coordinadora Democrática o por el Gobierno.
El 5 de diciembre, la tripulación del buque petrolero Pilín León se declaró en rebeldía y fondeó el buque en el canal de navegación del lago de Maracaibo. Gran parte de los medios de comunicación nacionales transmitieron con acercamiento lo que acaecía diariamente con respecto al paro petrolero y otros acontecimientos derivados, lo más destacados por su seguimiento y apoyo (poco parcializado) al paro fueron RCTV, Globovisión y Venevisión, así como otros medios tales como periódicos o emisoras de radio, aunque muchos cesaron su transmisión, y otros censurados. El gobierno llamó a exempleados de PDVSA y a técnicos de Universidades y de las Fuerzas Armadas con el objeto de que hicieran funcionar nuevamente a la empresa petrolera. Para finales de diciembre este objetivo prácticamente estaba logrado, lo cual fue un duro golpe para los propulsores del paro. Este se fue debilitando con el paso de los días. A mediados de enero de 2003, el gobierno logró recuperar el control total de PDVSA. El Estado decidió despedir a 15 mil empleados por razones inciertas, una de las cuales fue la abstinencia de recurrir a sus puestos de trabajo por un largo período. El 21 de diciembre se logró recuperar el buque tanquero Pilín León y conducirlo a puerto seguro por el canal de navegación del Lago de Maracaibo y por debajo del puente Rafael Urdaneta.[cita requerida] Finalmente el paro fue cesado por órdenes de la oposición debido a la "presión internacional", después nacerían movimientos para convocar un referéndum, años posteriores.

### Referéndum revocatorio de 2004
Después del golpe de Estado y el Paro Petrolero, en 2003, la Coordinadora Democrática exigía, en un principio, un referéndum consultivo, que se caracterizaba por no ser vinculante. Chávez, afirmó que sólo aceptaría la realización del referéndum previsto en la carta magna, pero la oposición estuvo en un primer momento en contra de la opción aceptada por Chávez, alegando que este se tenía que realizar en la mitad del período presidencial (a mediados de 2004) y no estarían dispuestos a esperar tanto ya que el país se podría sumir en una guerra civil. En este aspecto el chavismo alegó que la inestabilidad y la confrontación era promovida por la oposición de forma malintencionada y aseguró que si está dejaba de crear disturbios, la confrontación se acabaría y que en general la oposición no ofrecía ninguna alternativa al gobierno. Las protestas continuaron entre enero de 2003 y los meses posteriores, el gobierno aceptó la convocatoria y preparó su campaña por el "NO".
En agosto de 2003 fueron presentadas 3.2 millones de firmas, pero estas fueron rechazadas por los miembros del CNE; organismo encargados de las elecciones en el país; basándose según la oposición en un tecnicismo legal: que las firmas se habían recogido prematuramente; específicamente antes de la mitad del período presidencial. En septiembre del 2003, la revista inglesa The Economist informó que el Gobierno había utilizado un escuadrón de movilización rápida para allanar las oficinas del CNE. Adicionalmente la revista reportó que el gobierno estaba castigando aquellos ciudadanos que firmaban la petición del referéndum. Igualmente el gobierno y algunos firmantes denunciaron haber firmado bajo amenazas de despido.
El CNE dictaminó que permitiría un proceso de «reparo», consistente en permitir que durante un lapso de cinco días en mayo de 2004, aquellas personas cuyas firmas estaban siendo cuestionadas confirmaran que si eran en efecto auténticas. Al final de este período, el número de firmas validadas por el CNE alcanzó la cifra de 2 436 830. De esta manera se alcanzaba el monto mínimo de firmas necesarias para convocar el referéndum. Durante estos días de validación de firmas, miles de cédulas de identidad falsas y equipo para su fabricación fueron confiscados en el curso de allanamientos policiales. Los simpatizantes de Chávez alegaron que esto indicaba que la oposición había usado estos equipos para falsificar firmas; mientras la oposición señalaba que estos equipos habían sido plantados maliciosamente.
El referéndum se llevó a cabo el 15 de agosto de 2004, los centros se abrieron desde las 6:00 a. m. y las 8:00 p. m., y contó con centros en el exterior como Estados Unidos y España.
Los resultados fueron los siguientes:
| Información                                             | Votos      | %       |
| ------------------------------------------------------- | ---------- | ------- |
| Censo electoral                                         | 14 037 900 | 100.0%  |
| Total votos                                             | 9 815 631  | 69.92 % |
| Total votos válidos                                     | 9 789 637  | 99.74 % |
| Total votos inválidos                                   | 25 994     | 0.25 %  |
| Total votos Sí (a favor de la destitución de Chávez).   | 3 989 008  | 40.64 % |
| Total votos No (en contra de la destitución de Chávez). | 5 800 629  | 59.1 %  |

#### Denuncias de fraude electoral
El abogado constitucionalista Tulio Álvarez, representante de la Coordinadora Democrática, publicó un informe preliminar titulado "Fraude a la Democracia", resultado del trabajo de 40 profesionales diversificados en 14 áreas temáticas, "fraude cualitativo, continuado, selectivo, masivo", en el procedimiento manual y en el automatizado , por lo que la coalición decidió impugnar el proceso. En el informe se explica que se detectó que en Venezuela se rompió el esquema de los promedios de la población electoral y en dos meses se pasó de 48 puntos a 53 puntos de proporción en la población electoral, queriendo decir que cerca de 1,8 millones de personas que nunca votaron lo hicieron, y según el informe se hizo una movilización de una población inexistente para cometer el fraude en la votación manual. Según el estudio, buena parte de los nuevos inscritos se orientó a los centros rurales o zonas urbanas de votación manual, para tratar de disfrazar el fraude electrónico con una tendencia de votación favorable a la opción del "No". En el proceso automatizado se detectó hasta el momento una manipulación colectiva del 28% del voto, lo cual "compromete a funcionarios del Consejo Nacional Electoral y de la empresa a cargo de la automatización". Asimismo, se hallaron evidencias de "bidireccionalidad de la comunicación", ya que de acuerdo a los datos que obtuvieron de la Cantv hubo un tráfico desde y hasta las máquinas antes de imprimir las boletas., y se indica que hubo "un patrón de intervención de comunicaciones. En ciertas horas de concentró el tráfico para recibir información, mandarla y manipularla", transmisiones "fuera del horario permitido, desde las 7 de la mañana", cuando estaba establecido que "la máquina no se conectaría hasta el cierre del proceso".
Un estudio estadístico sobre las elecciones, escrito por María M. Febres Cordero y Bernardo Márquez, se publicó en 2006 en una revista internacional de estadística. El estudio concluyó que, "these findings lead us to conclude that the Venezuelan opposition has statistical evidence to reject the official results given by the CNE. The irregularities detected were observed consistently in numerous voting centers and the magnitude of the irregularities imply that the official results do not reflect the intention of voters with statistical confidence." La conclusión de los autores fue que el 56,4 % había votado «sí» (a favor de la destitución de Chávez), mientras que el resultado oficial era de 41%. La oposición presidida en ese momento por Enrique Mendoza declaró que hubo fraude. En los días siguientes al referéndum fueron presentadas en distintos medios de comunicación varias pruebas de ese fraude de las que se destacan los topes del «Sí» presentados en el estado Bolívar entre otros; ninguna de las pruebas procedió. La administración Bush, contraria a Chávez, declaró que este había ganado correctamente. Sin embargo los líderes de la oposición alegaron fraude y afirmaron que Chávez les había robado su victoria. El expresidente de Estados Unidos Jimmy Cartery su Centro Carter, junto con representantes de la Organización de Estados Americanos (OEA), asistieron a las votaciones y declararon que la votación había sido justa y libre. Algunas personas cuestionaron el apoyo del Centro Carter del proceso electoral en el referéndum. Doug Schoen de Fox News le dijo a Michael Barone en U.S. News and World Report:

Nuestras fuentes internas indican que hubo fraude en la comisión central venezolana. Hay extensos reportes de irregularidades y evidencia de fraude, muchos de las cuales fueron hábilmente reportados por Mary Anastasia O'Grady en The Wall Street Journal la semana pasada. Carter está despreocupado por todo esto y declara que Chávez «ganó con todas las de la ley».

### Elecciones parlamentarias de 2005

Distribución de los escaños en la Asamblea Nacional después de las elecciones.

El gobierno anunció en 2005 las elecciones parlamentarias provistas para finales del mismo año, desde su convocatoria el proceso fue muy criticado por Henry Ramos Allup (de AD), Teodoro Petkoff (del MAS) y Manuel Rosales (de UNT). Finalmente, el 28 de noviembre del mismo año, es decir, 6 días antes del proceso electoral, se retiró el partido Acción Democrática, demostrando su desconfianza al ente electoral, el CNE. Según Henry Ramos, secretario general de AD, las llamadas máquinas "captahuellas", que como su nombre indica registran las huellas digitales de los votantes, permiten conocer a los organismos electorales cuál fue la elección hecha por el ciudadano, como lo demostraron técnicos en informática en los últimos días, ante el Consejo Nacional Electoral (CNE) y los observadores internacionales. Fuera de eso, Ramos denunció que el acceso al software que registra los votos y al censo electoral está restringido a los opositores y a los observadores. El 30 de noviembre, COPEI, Proyecto Venezuela, Primero Justicia, Un Nuevo Tiempo y el Movimiento al Socialismo se retiraron de las elecciones. Finalmente el gobierno no aplazó las elecciones y se realizaron el 4 de diciembre de 2005, la oposición logró que la mayor parte de los votantes se abstuvieran a votar, habiendo una participación del 25%, el gobierno tomó el 100% del parlamento, representando esto, la mayoría absoluta para legislar. Chávez en febrero de 2006 acusó a la OEA de estigmatizar los resultados de las elecciones y calificó como un "documento sucio" un informe, en el que se expresó preocupación por la desconfianza por parte de los venezolanos hacia las autoridades electorales.

### Elecciones presidenciales de 2006
Al anunciar el gobierno la realización de las elecciones presidenciales en 2006, según lo provisto en la constitución, los líderes opositores debatían en cómo podrían elegir a un candidato único para la elección. Julio Borges de Primero Justicia propuso la realización de elecciones primarias para agosto de 2006, entre los candidatos se encontraban:
- Manuel Rosales, de Un Nuevo Tiempo.
- Teodoro Petkoff, como candidato independiente.
- Sergio Omar Calderón, de Copei.
- William Ojeda, de Un Solo Pueblo.
- Cecilia Sosa, del Partido Federal Republicano.
- Enrique Tejera París, como candidato independiente.
- Vicente Brito, del Movimiento Republicano.

Los principales candidatos como Julio Borges y Teodoro Petkoff renunciaron a la precandidatura presidencial para otorgarle el apoyo de sus partidos a Manuel Rosales, finalmente la oposición por consenso eligió a Rosales como el candidato presidencial único para el proceso del mismo año. Más de treinta organizaciones políticas y civiles del país manifestaron públicamente su apoyo a Rosales. El buró sindical de AD así como sus componentes regionales de Nueva Esparta, Monagas, Zulia, Cojedes, Anzoátegui y demás estados junto a muchos líderes "adecos" anunciaron que apoyarían al candidato único de la oposición en las elecciones de diciembre.
El 17 de agosto en el Hotel Hilton de Caracas Rosales presentó la composición de su comando de campaña: Julio Borges, quien aspiraba a la vicepresidencia de ganar Rosales, y Teodoro Petkoff como Director Nacional de Estrategia, encabezaron el equipo de campaña. Armando Briquet y Gerardo Blyde integraron el equipo de estrategia nacional en representación de Primero Justicia. Como director de campaña asumió las riendas el politólogo José Vicente Carrasquero, mientras que el director Nacional del Programa de Gobierno es Eleodoro Quintero. También trabajó como secretario ejecutivo de campaña, Enrique Ochoa Antich; como Director de la Unidad de Apoyo al Candidato, Omar Barboza, y como Director de la Unidad de Asesoría al Candidato, Hiram Gaviria. Cecilia Sosa estuvo al frente de la Comisión de Asesoría de Asuntos Jurídicos, Vicente Brito fue el Asesor para la Inversión Privada, y Enrique Tejera París dirigió la asesoría de Asuntos Políticos Internacionales. La Comisión Nacional de Relaciones Institucionales estuvo a cargo de Rafael Simón Jiménez; como Director de Relaciones con los Partidos Políticos, Ángel Emilio Vera; en la Comisión Nacional de Organización, Luis Emilio Rondón y como Director Ejecutivo, Ciro Belloso. Pedro Pablo Fernández fue el responsable de los Programas Especiales; William Ojeda (precandidato del partido Un Solo Pueblo y declinó a favor de Rosales), el director Nacional de Voluntariado y Anairé Morales, Secretaria Ejecutiva. El Director de Asuntos Internacionales es Timoteo Zambrano; y Director Nacional de Relaciones con el Consejo Nacional Electoral, Enrique Márquez. Como Directora de la Comisión de Movimientos Sectoriales se desempeñó Liliana Hernández; Directora del Movimiento Cambio, Alexandra Belandria; Director del Movimiento Voluntarios por Venezuela, Julio Montoya; Director del Movimiento Promotores de la Unidad Nacional, Sergio Omar Calderón; Director del Movimiento de Trabajadores en Venezuela, Froilán Barrios y Director de Jóvenes por Venezuela, Denis Ramírez.
Luego de la instalación de las mesas electorales por parte del CNE, se procedió a comenzar el acto de votación previsto para las 06:00 a. m. en todo el territorio nacional.
A las 10:10 p. m. la presidenta del Consejo Nacional Electoral, Tibisay Lucena, anuncia en cadena nacional el primer boletín informativo con un total de 78,31% de los votos escrutados, el cual reflejó que el candidato Hugo Chávez obtuvo 5 millones 936 mil 141 (61,35%) de los escrutinios, mientras Manuel Rosales obtuvo 3 millones 715 mil 292 votos (38,33%).
Mientras tanto, el candidato de la oposición, desde su comando de campaña ubicado en la "Quinta Esmeralda", (Caracas), reconoció la derrota ante su adversario Hugo Chávez, en un breve discurso de aliento a sus simpatizantes. Advirtió que la diferencia "real" fue por un margen más estrecho, y que se mantendrá "en la calle luchando por el pueblo de Venezuela".

### Cierre de Radio Caracas Televisión

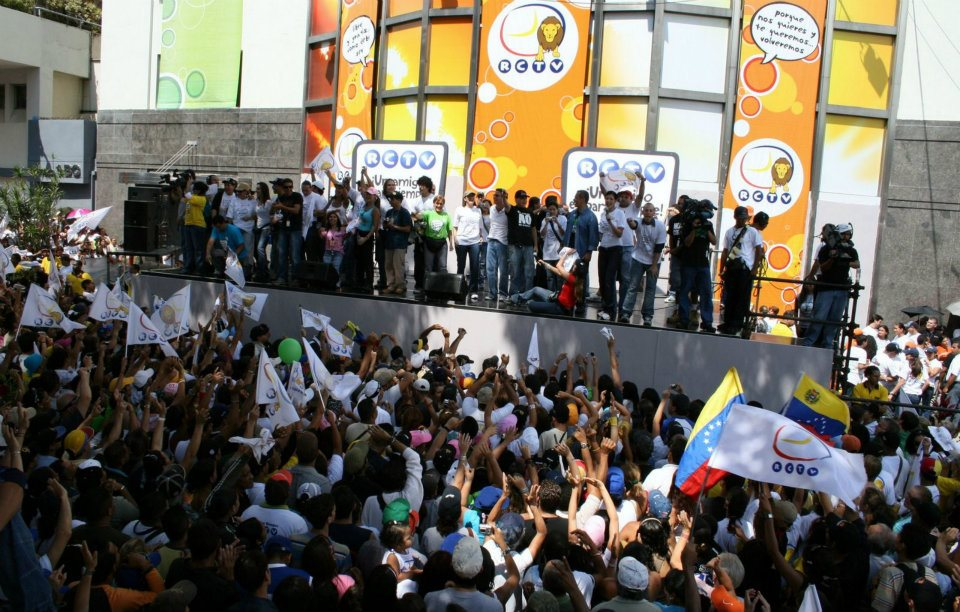
Manifestación al frente del edificio de RCTV en Caracas.

El 28 de diciembre de 2006, Chávez informó que no renovaría la concesión de RCTV, con fecha de vencimiento el 27 de mayo de 2007, por lo que la señal debía levantar su programación ese día. El gobierno sostuvo que la negativa a la renovación se debió a la posición tomada por Radio Caracas Televisión durante el golpe de Estado de 2002.y su respaldo al paro petrolero.
Cuando el gobierno notificó al canal que la concesión para su señal de emisión abierta vencía en 2007 y que no sería renovada, RCTV y Globovisión acusaron al gobierno de cerrar el canal. En diferentes entrevistas a medios nacionales y extranjeros, los directivos de RCTV declararon que esta medida era un abuso del gobierno, y la calificaron de un "cierre". Para respaldar esta aseveración, los directivos alegaron que la concesión no se vencía hasta el 2021, pero esta interpretación no fue compartida por el gobierno venezolano, que declaró que la concesión se vencía en 2007. La oposición venezolana hizo eco del primer punto de vista, y se realizaron movimientos de calle utilizando como premisa el cierre y el seguro despido de empleados por la medida tomada por el Estado. Por su parte, el Tribunal Supremo de Justicia (TSJ) no dio lugar a un recurso de RCTV sobre la supuesta ilegalidad de la revocación de la licencia. Más de 30.000 personas se congregaron en Caracas el 19 de mayo para protestar ante esta decisión. También hubo manifestaciones en Maracaibo, Puerto La Cruz, Valencia y otras importantes ciudades del país. El 21 de mayo de 2007 se realizó una marcha a favor de la libertad de expresión en Caracas liderada por estudiantes y periodistas, portando una bandera que decía "S.O.S. Libertad de Expresión".
Finalmente el Tribunal Supremo de Justicia decretó que Radio Caracas Televisión debía finalizar su transmisión el 27 de mayo a las 23:59 horas, conforme a la posición del gobierno, y que todos los equipos debían ser cedidos a la nueva estación Televisora Venezolana Social. Sin embargo, los magistrados luego dieron marcha atrás sobre este último punto.
Posteriormente, miles de manifestantes protestaron a las afueras de la sede de CONATEL, durante el 28 y 29 de mayo.[cita requerida] Lo mismo ocurrió con tres estudiantes y un agente del orden en la Plaza Brión de Chacaíto de la capital. Alrededor de veinte estudiantes debieron ser internados en hospitales caraqueños por inhalación de gases lacrimógenos. Asimismo, cuatro personas fueron heridas de bala en Valencia el 28 de mayo.

### Referéndum constitucional de 2007

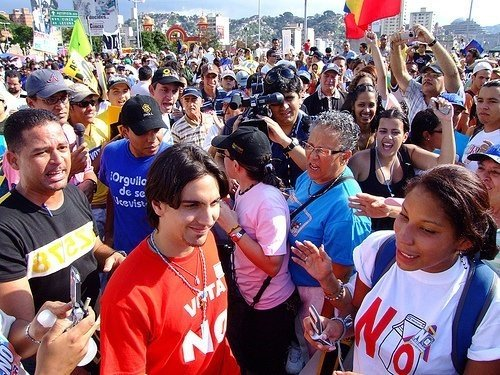
Integrantes del movimiento estudiantil en la Campaña por el "NO".

El 15 de agosto de 2007, el presidente Hugo Chávez, presentó 33 artículos ante la Asamblea Nacional la cual fue la encargada de discutir la reforma constitucional y una vez es sancionada debía remitirla al Consejo Nacional Electoral (CNE). El CNE recibió el proyecto el 2 de noviembre de 2007, por lo cual según lo que establece la constitución en el artículo 344 debe convocar a referendo en un plazo no mayor de 30 días luego de ser sancionado el Proyecto. Este fue presentado a la población venezolana en dos bloques de artículos, cada uno con las opciones "SÍ" y "NO" para reflejar la aceptación o negación del electorado ante la solicitud de reforma. La oposición inició la campaña por el "NO", esta reforma fue rechaza por la mayoría de la dirigencia opositora, pues temían que Venezuela se convirtiera en un estado socialista, en un principio Acción Democrática llamó a la abstención pero finalmente, a 5 días antes de la propuesta, llama a votar por el "NO", y pide respaldar a sus miembros de mesa. Los partidos políticos que se inscribieron a favor del "NO" fueron Primero Justicia, Un Nuevo Tiempo, Podemos, COPEI, Movimiento al Socialismo, Unión Republicana Democrática entre otros.

#### Resultados oficiales
Resultados finales con el 94% de las actas escrutadas:
| Bloque | Opción Sí       | SI     | Opción No       | NO     |
| ------ | --------------- | ------ | --------------- | ------ |
| A      | 4.404.626 votos | 49,34% | 4.521.494 votos | 50,65% |
| B      | 4.360.014 votos | 48,99% | 4.539.707 votos | 51,01% |

Henrique Capriles Radonski, Andrés Velásquez, Enrique Márquez así como Raúl Isaías Baduel exigieron se dieran a conocer los resultados, entre las 12:40 a. m. y 1:00 a. m. se le impidió el paso de los miembros del No a la sala de totalización lo que empeoró la tensión en las afueras de la sede del Poder Electoral, minutos después a la 1:07 a. m. la rectora principal del CNE, Tibisay Lucena pronunció el primer boletín con el 87% de las actas escrutadas. Posteriormente el rector principal del CNE Vicente Díaz — el único de los cinco rectores identificado abiertamente con la oposición. Luego de conocerse el resultado miembros del partido Un Nuevo Tiempo señalaron la necesidad de la reconciliación nacional, Manuel Rosales dijo que desde ahora se debía iniciar un proceso de diálogo con Hugo Chávez y además propuso que los aspectos -que él considera- positivos del Proyecto sean aprobados, entre ellos el fondo social para los trabajadores de la economía informal. Leopoldo López se refirió a que era el momento de terminar con la división de los venezolanos y que desde el momento de los resultados se debía comenzar a trabajar para la inclusión, paz y la tolerancia.

### Elecciones regionales de 2008
A comienzos de enero de 2008 algunos partidos políticos opositores manifestaron su voluntad de firmar un acuerdo unitario para presentarse en las elecciones regionales de noviembre de ese año. El 23 de enero en conmemoración de los 50 años del retorno de la democracia a Venezuela se crea la coalición de Unidad Nacional (hoy Mesa de la Unidad Democrática), integrada por los partidos políticos Un Nuevo Tiempo (UNT), Primero Justicia (PJ), Acción Democrática (AD), Copei, MAS, La Causa R, Proyecto Venezuela (PRVZL), Alianza Bravo Pueblo (ABP) y Vanguardia Popular (VP), llegan a un acuerdo comprometiéndose a presentar candidatos conjuntos en todos los estados y municipios del país. Otros partidos políticos que representan la oposición más radical como Alianza Popular, Comando Nacional de la Resistencia y Frente Patriótico denunciaron al inicio que fueron excluidos del acuerdo. Con ese documento denominado Acuerdo de Unidad Nacional esperan buscar candidaturas unitarias para las elecciones regionales además de proponer diez objetivos nacionales de su "visión de país". Muchos dirigentes de Podemos manifestaron su apoyo a la presentación de candidaturas conjuntas con la Unidad como Ricardo Gutiérrez, diputado nacional por el Estado Portuguesa y Ernesto Paraqueima, anunciando que apoyarían las candidaturas del acuerdo anteriormente mencionado a gobernaciones y alcaldías. Ismael García, Secretario General de Podemos y diputado a la Asamblea Nacional por Aragua, anunció e 29 de abril el apoyo de su partido a candidatos de oposición en los estados Lara y Miranda así como en el Distrito Metropolitano de Caracas para las elecciones regionales. El 28 de noviembre de 2008 se realizaron las elecciones, el oficialismo obtuvo 17 de las 22 gobernaciones, representando el 52% de los votos, mientras que la oposición obtuvo 5 gobernaciones, representando el 41% de los votos.

### Referéndum constitucional de 2009
Los opositores agrupados dentro de la coalición de Unidad Nacional, al igual que en el proceso referendario de 2007, mantuvieron una postura totalmente contraria a la aprobación de una enmienda sobre la extensión del período presidencial o la reelección inmediata. Uno de los primeros opositores en referirse a la posibilidad de enmienda constitucional fue Henry Ramos Allup de Acción Democrática, este aseguró que se intentarían introducir cuatro cambios constitucionales, el primero referido a la reelección, otro para crear la figura de vicepresidentes regionales, además de una tercera enmienda para darle rango constitucional a la Milicia Bolivariana y por último otorgar la facultad al ejecutivo para designar los Magistrados del Tribunal Supremo de Justicia, así como los miembros del Poder Ciudadano, es decir, el fiscal del Ministerio Público, el Defensor del Pueblo y el Contralor General de la República.
El entonces líder del partido opositor, Manuel Rosales de Un Nuevo Tiempo dijo que era un insulto llamar a otra elección porque "la colectividad está agobiada de tantos problemas y además por el alto costo de la vida y la inflación" y además la propuesta ya se había rechazado un año atrás Después del anuncio oficial otros partidos opositores como Acción Democrática (AD), Primero Justicia (PJ), Copei, Podemos y el MAS, también rechazaron la propuesta. Dirigentes de La Causa Radical rechazaron la intención de reelección, por considerarla inconstitucional, aunque igualmente expresaron que la mejor forma para derrotarlo sería a través del voto y de la presencia de los ciudadanos en las calles. El 6 de diciembre de 2008 anunciaron la conformación del "Comando Nacional por el No", pero algunos de los dirigentes opositores como Omar Barboza y Julio Borges, de UNT y PJ, respectivamente señalaron que intentarían acciones judiciales por considerar anticonstitucional y antidemocrática la iniciativa de enmienda constitucional presentada por el oficialismo.
Los resultados oficiales indicaban que el Sí (que aprobaría la enmienda) obtuvo 6,319,636 de votos representando el 54% de los mismos, asimismo la opción del No (en contra de la aprobación de la enmienda) obtuvo 5,198,006 votos, es decir, el 45% de los mismos. El movimiento estudiantil y diversos partidos de la oposición reconocieron los resultados del CNE, pero denunciaron ventajismo de las fuerzas que apoyaban el Sí. Omar Barboza por Un Nuevo Tiempo, Tomás Guanipa, dirigente de Primero Justicia, Ismael Garcíapor PODEMOS, Freddy Guevara concejal metropolitano, y David Smolansky de la Universidad Católica Andrés Bello entre otras figuras opositoras reconocieron los resultados.

### Mesa de la Unidad Democrática
El 8 de junio de 2009 se reestructura el Acuerdo de Unidad Nacional dando forma a la Mesa de la Unidad Democrática (MUD), la cual está organizada en 11 unidades de trabajo, relaciones con la sociedad civil, estrategia, programas, derechos humanos, descentralización, asuntos sociales, asuntos internacionales, organización, movilización y temas electorales. La MUD propone fortalecer el sistema democrático venezolano, garantizar los derechos humanos, consolidar la soberanía nacional, alcanzar una sociedad productiva, justa y libre, y el mayor nivel de bienestar para sus ciudadanos, todo ello basado en los preceptos de la Constitución de Venezuela. El 22 de abril de 2010 presentaron las propuestas programáticas de la Mesa de la Unidad, bajo el nombre de "100 soluciones para la gente", que amplía el contenido político y social de la coalición opositora.

### Elecciones parlamentarias de 2010

Para las elecciones legislativas de 2010, se sumaron a la coalición un nuevo bloque de partidos, entre ellos Podemos, MIN Unidad, Bandera Roja, entre otros. En su mayoría se presentaron candidaturas unitarias, salvo los partidos Fuerza Liberal, Democracia Renovadora, Movimiento Laborista y Venezuela de Primera, que pese a pertenecer a la MUD no se plegaron a todas las candidaturas, caso contrario de los partidos PANA, Conde, PMV que aunque no son miembros formales de la coalición si apoyaron la totalidad de sus candidaturas. El partido Patria Para Todos luego de romper alianza con el PSUV decide en estas elecciones parlamentarias no unirse a la coalición de la MUD sino sacar sus propios candidatos independiente convirtiéndose en la tercera fuerza política del país con 2 diputados electos luego de alcanzar una votación de 353.979 personas para un total de 3,14% de votación nacional.
La Mesa de la Unidad logró conseguir 5,320,364 votos, es decir, el 47.22% de los mismos, sin embargo, no obtuvo la mayoría (65 escaños). El Partido Socialista Unidos de Venezuela obtuvo 5,423,324 votos, 48.13%, pero, a diferencia de 2005 donde obtuvo la mayoría absoluta, esta vez obtiene la mayoría simple (98 escaños).

### Presidenciales de 2012
La MUD o Unidad Nacional estaba integrada en ese por una treintena de organizaciones de distintos espectros políticos y apoyada por diversas organizaciones estudiantiles, de trabajadores, sindicatos, intelectuales, artistas, profesionales, grupos sociales y deportivos, así como por diversas comunidades indígenas que apoyan el cambio de gobierno en 2012. El candidato de la MUD para la elección presidencial fue Henrique Capriles Radonski luego de resultar electo en una elección primaria el 12 de febrero de 2012.
La oposición discutía la posibilidad de participar en la elección con una tarjeta única, para evitar la dispersión del voto. Entre los principales defensores de esta idea se encontraban Copei, MAS, La Causa R, Acción Democrática, Alianza Bravo Pueblo; mientras que Un Nuevo Tiempo y Primero Justicia, los dos partidos opositores con mayor votación en las últimas elecciones no habían respaldado la propuesta, sin embargo, el 30 de julio de 2011 anunciaron que por unanimidad habían acordado utilizar una tarjeta unitaria, solamente para la elección presidencial. Pese a ese anuncio, al momento de realizar las inscripciones de las candidaturas los partidos Primero Justicia, Un Nuevo Tiempo, Voluntad Popular y otros más pequeños decidieron no plegarse a la tarjeta unitaria junto al resto de organizaciones de la coalición.

#### Primarias 2012
Los precandidatos presidenciales de la Mesa de la Unidad se inscribieron entre los 3 primeros días de noviembre de 2011, rumbo a la elección primaria a celebrarse el 12 de febrero de 2012. Esta elección contará con 5 candidatos. Antes de las postulaciones declinaron sus aspiraciones otros líderes políticos y personalidades nacionales y regionales, entre ellos destacaron: Antonio Ledezma, César Pérez Vivas, Cecilia Sosa y Oswaldo Álvarez Paz.
El día 12 de febrero de 2012 se realizan las elecciones primarias en Venezuela. En total se registraron 2.904 710 votos con 95 % de las actas escrutadas, lo que representa el 17 % de los electores registrados en el CNE. Resulta ganador el candidato Henrique Capriles Radonski con 1.806 860 votos, frente al candidato Pablo Pérez Álvarez, con 867 601. Por su parte, María Corina Machado obtiene 103 500, Diego Arria 35 070 y Pablo Medina 14 009. El 13 de febrero de 2012 la Comisión Electoral de la Mesa de la Unidad ofreció un nuevo balance con el 99 % de las actas escrutadas para un total de 3 040 449 votos emitidos. De los cuales 2 959 413 fueron votos válidos.
Ese total se distribuye de la siguiente manera: Henrique Capriles Radonski, 1 900 528 votos (64,2 %); Pablo Pérez, 896 070 (30,3 %); María Corina Machado 110 420 (3,7 %); Diego Arria 37 834 (1,3 %) y Pablo Medina, 14 456 (0,5 %).

## Liderazgo
| Año              | Líder                            | Líder                    | Partido político                                              | Acontecimiento / Elección                                                                               | Cargo |
| ---------------- | -------------------------------- | ------------------------ | ------------------------------------------------------------- | --- | --- |
| 1998             |                                  | Henrique Salas Römer     | Proyecto Venezuela                                            | Presidenciales de 1998                                                                                  | Candidato presidencial                                                                                                 |
| 2000             |                                  | Francisco Arias Cárdenas | La Causa Radical                                              | Generales de 2000                                                                                       | Candidato presidencial                                                                                                 |
| 2002             |                                  | Pedro Carmona            | Independiente                                                 | Golpe de Estado de 2002                                                                                 | Presidente de Fedecámaras Presidente de Venezuela de facto                                                             |
| 2002-2003        |                                  | Carlos Ortega            | Independiente                                                 | Paro cívico de 2002-2003                                                                                | Presidente de la Confederación de Trabajadores de Venezuela (CTV) Líder del paro cívico de 2002-2003                   |
| 2004             | Sin liderazgo definido           | Sin liderazgo definido   | Sin liderazgo definido                                        | Referéndum revocatorio de 2004                                                                          | — |
| 2005             | Sin liderazgo definido           | Sin liderazgo definido   | Sin liderazgo definido                                        | Parlamentarias de 2005                                                                                  | — |
| 2006             |                                  | Manuel Rosales           | Un Nuevo Tiempo                                               | Presidenciales de 2006                                                                                  | Candidato presidencial                                                                                                 |
| 2007             | Sin liderazgo definido           | Sin liderazgo definido   | Sin liderazgo definido                                        | Protestas por el cierre de RCTV                                                                         | Movimiento estudiantil                                                                                                 |
| 2007             | Sin liderazgo definido           | Sin liderazgo definido   | Sin liderazgo definido                                        | Referéndum constitucional de 2007                                                                       | Movimiento estudiantil                                                                                                 |
| 2010             | Sin liderazgo definido           | Sin liderazgo definido   | Sin liderazgo definido                                        | Parlamentarias de 2010                                                                                  | — |
| 2012             |                                  | Henrique Capriles        | Primero Justicia                                              | Presidenciales de 2012                                                                                  | Candidato presidencial                                                                                                 |
| 2013             | Presidenciales de 2013           | Henrique Capriles        | Primero Justicia                                              | Candidato presidencial                                                                                  | |
| 2014             |                                  | Leopoldo López           | Voluntad Popular                                              | La Salida y Protestas de Venezuela de 2014                                                              | Ex-precandidato presidencial en las presidenciales de 2013 y dirigente de la MUD en las protestas de Venezuela de 2014 |
| 2014             |                                  | María Corina Machado     | Vente Venezuela                                               | La Salida y Protestas de Venezuela de 2014                                                              | Ex-precandidata presidencial en las presidenciales de 2013 y dirigente de la MUD en las protestas de Venezuela de 2014 |
| 2014             |                                  | Antonio Ledezma          | Alianza Bravo Pueblo                                          | La Salida y Protestas de Venezuela de 2014                                                              | Alcalde del Distrito Metropolitano de Caracas y dirigente de la MUD en las protestas de Venezuela de 2014              |
| 2015-2017        |                                  | Henry Ramos Allup        | Acción Democrática                                            | Parlamentarias de 2015 y Proyecto de referéndum revocatorio                                             | Presidente de la Asamblea Nacional de Venezuela                                                                        |
| 2015-2017        |                                  | Julio Borges             | Primero Justicia                                              | Parlamentarias de 2015                                                                                  | Presidente de la Asamblea Nacional de Venezuela                                                                        |
| Mediados de 2017 | Sin liderazgo definido           | Sin liderazgo definido   | Sin liderazgo definido                                        | Protestas en Venezuela de 2017                                                                          | — |
| 2018             | Sin liderazgo definido           | Sin liderazgo definido   | Sin liderazgo definido                                        | Presidenciales de 2018                                                                                  | — |
| 2019             |                                  | Juan Guaidó              | Voluntad Popular                                              | Protestas en Venezuela de 2019                                                                          | Presidente de la Asamblea Nacional de Venezuela                                                                        |
| 2019             | Crisis presidencial de Venezuela | Juan Guaidó              | Voluntad Popular                                              | Presidente encargado de Venezuela                                                                       | |
| 2020             | Voluntad Popular                 | Juan Guaidó              | Consulta nacional de Venezuela de 2020 y Pandemia de COVID-19 | Presidente de la Asamblea Nacional / Presidente encargado de la República                               | |
| 2021-2022        | Sin liderazgo definido           | Sin liderazgo definido   | Sin liderazgo definido                                        | Elecciones regionales de Venezuela de 2021                                                              | — |
| 2023-presente    |                                  | María Corina Machado     | Vente Venezuela                                               | Elecciones primarias de la Plataforma Unitaria de 2023 y Elecciones presidenciales de Venezuela de 2024 | Ganadora de las primarias                                                                                              |
| 2023-presente    |                                  | Edmundo González         | Mesa de la Unidad Democrática (partido)                       | Elecciones presidenciales de Venezuela de 2024                                                          | Candidato presidencial y presidente de la Mesa de la Unidad Democrática Presidente electo de la República              |

## Plataformas políticas

### Coaliciones
| Coalición                                                            | Partidos integrantes | Fundación | Disolución | Escaños en la AN |
| -------------------------------------------------------------------- | --- | --------- | ---------- | ---------------- |
| Coordinadora Democrática (CD)                                        | Ver listaAcción Agropecuaria (AA) Acción Democrática (AD) Alianza Bravo Pueblo (ABP) Alianza por la Libertad (APL) Bandera Roja (BR) Convergencia Copei La Causa R (LCR) Movimiento al Socialismo (MAS) Movimiento de Integridad Nacional Unidad (MIN) Primero Justicia (PJ) Proyecto Venezuela (PV) Solidaridad Solidaridad Independiente (SI) Unión Unión Republicana Democrática (URD) Visión Emergente (VE) | 2002      | 2004       | —                |
| Mesa de la Unidad Democrática (MUD)                                  | Ver listaCuentas Claras (CC) Acción Democrática (AD) Fuerza Liberal (FL) Movimiento Izquierda Democrática (MID) Movimiento Progresista de Venezuela (MPV) Movimiento Venezuela Responsable, Emprendedora y Sostenible (MOVERSE) Primero Justicia (PJ) Progreso Social (PS) Proyecto Venezuela (PROVE) Un Nuevo Tiempo (UNT) Unidad Visión Venezuela (UVV) Unidos para Venezuela (UNPARVE) Voluntad Popular (VP) | 2009      | 2018       | -                |
| Frente Amplio Venezuela Libre (FAVL) / Alternativa Democrática (ADV) | Ver listaCuentas Claras (CC) Fuerza Liberal (FL) Encuentro Ciudadano (EC) Movimiento Izquierda Democrática (MID) Movimiento Progresista de Venezuela (MPV) Primero Justicia (PJ) Proyecto Venezuela (PROVE) Un Nuevo Tiempo (UNT) Voluntad Popular (VP) | 2018      | -          | -                |
| Plataforma Unitaria                                                  | Ver listaVoluntad Popular (VP) Primero Justicia (PJ) Acción Democrática (AD) Un Nuevo Tiempo (UNT) Convergencia (CVG) COPEI (sector de jure) Movimiento Progresista de Venezuela (MPV) | 2021      | -          |                  |
| Soy Venezuela (SV)                                                   | Ver listaVente Venezuela (VV) Alianza Bravo Pueblo (ABP) Movimiento Libertario (ML) Convergencia Movimiento Democracia Sociedad y Desarrollo para Venezuela (DSD Vzla) | 2017      | -          |                  |
| Concertación por el Cambio                                           | Ver listaAvanzada Progresista (AP) Comité de Organización Política Electoral Independiente (Ad hoc) (COPEI) Cambiemos Movimiento Ciudadano (CMC) Movimiento Ecológico de Venezuela (MOVEV) Unidad Visión Venezuela Movimiento Ecológico de Venezuela | 2018      | 2020       | 20/277           |

Nota: La coalición Alianza Democrática creada en 2020 no forma parte de la verdadera oposición al chavismo, a raíz de que algunos miembros está implicados en la Operación Alacrán.

### Partidos políticos
| Partido | Partido                                                 | Líder                 | Fundación | Ideología              | Asamblea Nacional | Gobernaciones | Alcaldías | ¿Habilitado? |
| ------- | ------------------------------------------------------- | --------------------- | --------- | ---------------------- | ----------------- | ------------- | --------- | ------------ |
|         | Partido Comunista de Venezuela                          | Oscar Figuera         | 1931      | Comunismo              | 1/277             | 0/23          | 0/335     | Sí           |
|         | Acción Democrática                                      | Henry Ramos Allup     | 1941      | Socialdemocracia       | 0/277             | 1/23          | 22/335    | Sí           |
|         | Comité de Organización Política Electoral Independiente | Roberto Enríquez      | 1945      | Democracia cristiana   | 0/277             | 0/23          | 8/335     | Sí           |
|         | Bandera Roja                                            | Gabriel Puerta Aponte | 1970      | Marxismo - Leninismo   | 0/277             | 0/23          | 0/335     | Sí           |
|         | La Causa Radical                                        | Andrés Velásquez      | 1971      | Democracia radical     | 0/277             | 0/23          | 0/335     | No           |
|         | Movimiento al Socialismo                                | Felipe Mujica         | 1971      | Socialismo democrático | 0/277             | 0/23          | 0/335     | Sí           |
|         | Gente Emergente                                         | Fernando Álvarez      | 1991      | Humanismo cristiano    | 0/277             | 0/23          | 0/335     | No           |
|         | Convergencia                                            | Juan José Caldera     | 1993      | Conservadurismo social | 0/277             | 0/23          | 0/335     | Sí           |
|         | Proyecto Venezuela                                      | Henrique Salas Feo    | 1998      | Conservadurismo social | 0/277             | 0/23          | 0/335     | No           |
|         | Un Nuevo Tiempo                                         | Manuel Rosales        | 1999      | Socialdemocracia       | 0/277             | 1/23          | 0/335     | Sí           |
|         | Alianza Bravo Pueblo                                    | Antonio Ledezma       | 2000      | Socialdemocracia       | 0/277             | 0/23          | 0/335     | No           |
|         | Primero Justicia                                        | Juan Pablo Guanipa    | 2000      | Humanismo              | 0/277             | 1/23          | 0/335     | Sí           |
|         | Cuentas Claras                                          | Enzo Scarano          | 2004      | Progresismo            | 0/277             | 0/23          | 0/335     | Sí           |
|         | Movimiento Ecológico de Venezuela                       | Gelyna Carabaño       | 2005      | Ecologismo             | 0/277             | 0/23          | 1/335     | Sí           |
|         | Mesa de la Unidad Democrática (partido político)        | Edmundo González      | 2008      | Atrapalotodo           | 0/277             | 3/23          | 62/335    | Sí           |
|         | Voluntad Popular                                        | Leopoldo López        | 2009      | Progresismo            | 0/277             | 0/23          | 0/335     | Sí           |
|         | Vente Venezuela                                         | María Corina Machado  | 2012      | Ordoliberalismo        | 0/277             | 0/23          | 0/335     | No           |
|         | Movimiento por Venezuela                                | Simón Calzadilla      | 2012      | Socialdemocracia       | 0/277             | 0/23          | 0/335     | Sí           |
|         | Avanzada Progresista                                    | Henri Falcon          | 2012      | Progresismo            | 0/277             | 0/23          | 2/335     | Sí           |
|         | Partido Unión y Entendimiento                           | Hiram Gaviria         | 2015      | Humanismo              | 0/277             | 0/23          | 0/335     | Sí           |
|         | Unidad Política Popular 89                              | Reinaldo Quijada      | 2015      | Chavismo               | 0/277             | 0/23          | 0/335     | Sí           |
|         | Prociudadanos                                           | Leocenis García       | 2016      | Liberalismo            | 0/277             | 0/23          | 0/335     | Sí           |
|         | Rumbo Libertad                                          | Eduardo Bittar        | 2016      | Libertarismo           | 0/277             | 0/23          | 0/335     | No           |
|         | Soluciones para Venezuela                               | Claudio Fermín        | 2017      | Socialdemocracia       | 0/277             | 0/23          | 0/335     | Sí           |
|         | Alianza del lápiz                                       | Antonio Ecarri Angola | 2017      | Humanismo              | 0/277             | 0/23          | 2/335     | Sí           |
|         | Movimiento Democracia e Inclusión                       | Nicmer Evans          | 2017      | Socialismo democrático | 0/277             | 0/23          | 0/335     | No           |
|         | Cambiemos Movimiento Ciudadano                          | Timoteo Zambrano      | 2018      | Progresismo            | 0/277             | 0/23          | 1/335     | Sí           |
|         | Encuentro Ciudadano                                     | Delsa Solórzano       | 2018      | Socioliberalismo       | 0/277             | 0/23          | 0/335     | No           |
|         | Esperanza por El Cambio                                 | Javier Bertucci       | 2018      | Democracia cristiana   | 0/277             | 0/23          | 3/335     | Sí           |
|         | Unión y Progreso                                        | Eduardo Fernández     | 2020      | Democracia cristiana   | 0/277             | 0/23          | 4/335     | Sí           |
|         | Compromiso País                                         | Olga Morey            | 2020      | Liberalismo            | 0/277             | 0/23          | 1/335     | Sí           |
|         | Fuerza Vecinal                                          | David Uzcátegui       | 2021      | Humanismo              | 0/277             | 1/23          | 10/335    | Sí           |
|         | Movimiento Centrados en la Gente                        | Osbel González        | 2021      | Centro                 | 0/277             | 0/23          | 2/335     | Sí           |
|         | Unión y Cambio                                          | Henrique Capriles     | 2025      | Centro                 |                   |               |           | Sí           |

### Antiguos partidos opositores
- Por la Democracia Social (Podemos) rompió relaciones con Hugo Chávez en 2008 y formó parte de la Unidad Nacional. En 2012, militantes de la fracción chavista exigen ante el TSJ la designación de otra junta, asociada al chavismo, petición que fue aceptada. Su líder ad hoc es Didalco Bolívar.[187][188]
- Patria Para Todos en el año 2000, PPT retira su apoyo al gobierno de Chávez,[189] sin embargo, en 2002 se alía nuevamente.[190] En 2010, su líder y disidente del chavismo, Henri Falcón anuncia su retiro del chavismo mediante una carta y se integra a la Mesa de la Unidad.[191][192] En 2011 sus militantes de la fracción chavista exigen ante el TSJ la designación de otra junta, asociada al chavismo, petición que fue aceptada.[193] Finalmente, la fracción PPT - Nacional, liderada por Henri Falcón anuncia su apoyo a Henrique Capriles en las presidenciales de 2012, aspiraciones que fueron denegadas por el TSJ.[194][195]
- Alianza para el Cambio: En sus inicios, APC fue un partido opositor al gobierno del presidente Nicolás Maduro, aunque no formó parte de la MUD, por tener una opinión crítica con respecto a los dirigentes de esta coalición. Posteriormente, matizaron sus posiciones políticas con respecto al gobierno, y desde el 3 de agosto de 2015 pasaron a formar parte de la coalición oficialista Gran Polo Patriótico Simón Bolívar, en el marco de las elecciones parlamentarias de diciembre.[196]